# Cultura dell'India

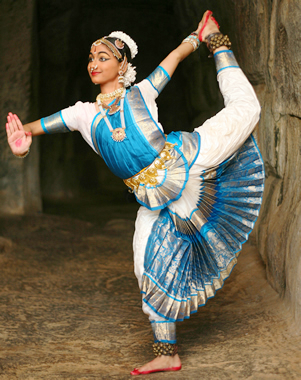
Bharatanatyam, una delle otto forme di danza classica in India.

L'espressione cultura dell'India si riferisce alle religioni, agli usi, alle tradizioni, alle lingue parlate, alle cerimonie, alle arti, al modo di vivere in India e al suo popolo. In un subcontinente come l'India, con una popolazione di oltre un miliardo di individui, le lingue, le religioni, le danze, la musica, l'architettura e le tradizioni culinarie variano sensibilmente da luogo a luogo. La sua cultura è spesso un insieme di diverse sub-culture che risalgono a diversi millenni addietro.
Secondo diversi storici essa è la "più antica civiltà della terra", poiché le sue tradizioni risalgono fino all'8000 a.C., sin dai tempi dei Veda, ritenuti risalenti da 3000 a più di 5500 anni addietro. Diversi elementi della cultura indiana, come le religioni e la cucina, hanno avuto un profondo impatto in tutto il mondo e soprattutto nei flussi di immigranti che hanno dato origine agli indiani in America (da non confondere con gli erroneamente detti indiani d'America ossia i nativi americani dell'America del Nord).

## Religioni e spiritualità

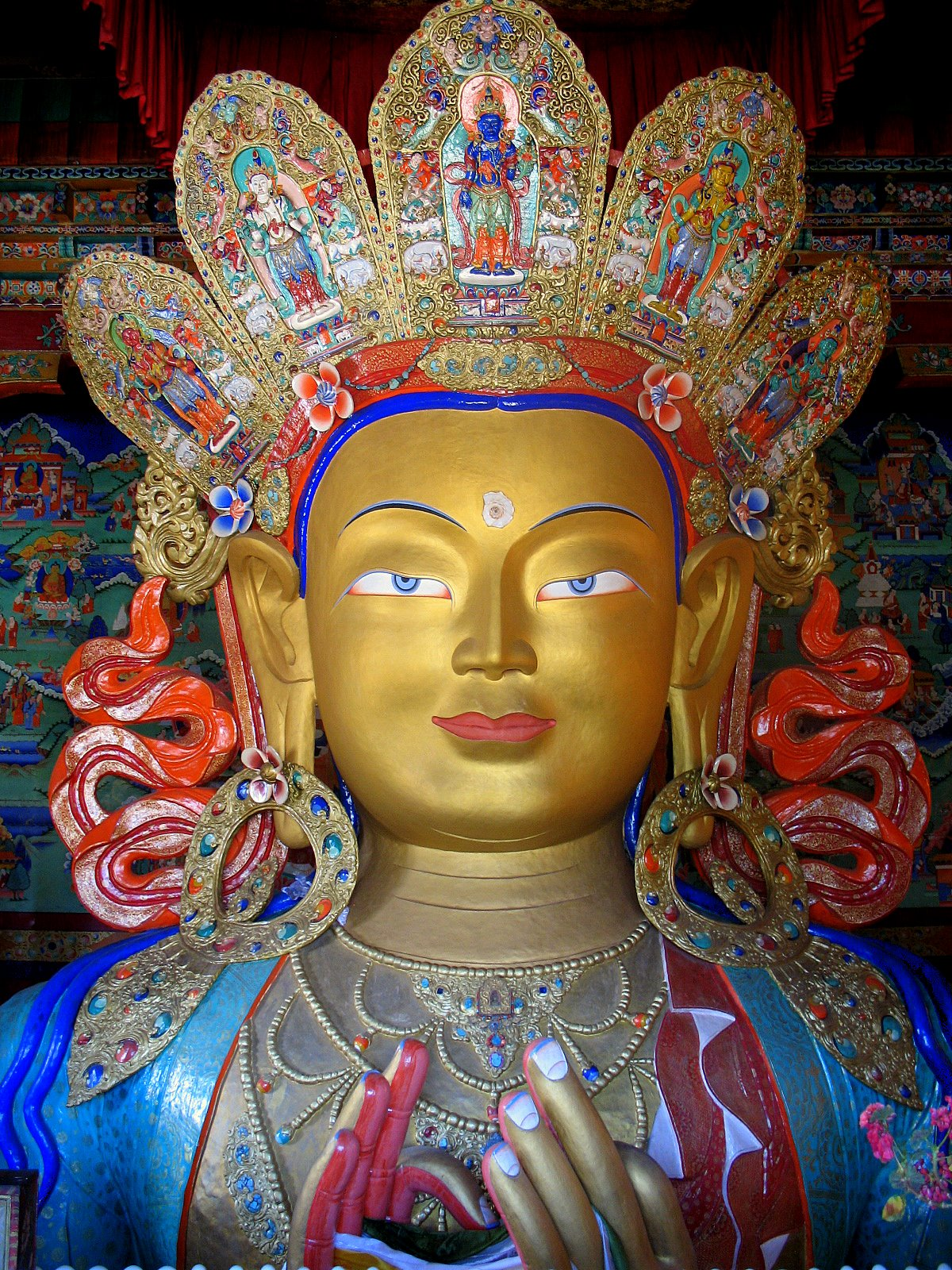
Statua rappresentante Maitreya presente al Thikse Monastery in Ladakh, India. Religioni come l'induismo e il buddismo sono nate in India.

L'India è la culla di induismo, buddismo, giainismo e sikhismo, collettivamente conosciute come religioni indiane. Queste religioni, conosciute anche come religioni dharmiche, sono le maggiori religioni del mondo assieme a quelle abramitiche. Oggi, induismo e buddismo sono la terza e quarta religione al mondo rispettivamente, con oltre due miliardi di fedeli, probabilmente fra 2,5 e 2,6 miliardi. L'India è anche la culla di molti movimenti e tradizioni religiose più o meno vasti, quali i Liṅgāyat, l'Ahmadiyya.
Essa è una delle nazioni più religiosamente diverse al mondo, con alcune delle società più profondamente religiose. La religione gioca ancora un ruolo centrale e definitivo nella vita di molti dei suoi abitanti.
Secondo il censimento del 2001, la religione più professata è l'induismo, praticato dall'80% della popolazione, l'Islam è praticato da circa il 13% degli indiani,. Inoltre in India vivono anche 23 milioni di cristiani, più di 19 milioni di Sikh, circa 8 milioni di buddisti e circa 4 milioni di giainisti.
Sikismo, giainismo e soprattutto buddismo hanno avuto influenza non solo in India ma anche nel resto del mondo. Cristiani, zoroastriani, ebrei e fedeli Bahá'í sono anch'essi influenti ma il loro numero è minore. Atei e agnostici hanno anche la loro influenza, in virtù della tolleranza religiosa presente nel popolo indiano.
La religione hindù ha diverse scuole o correnti, ognuna con la propria visione. Ad esempio, secondo lo Yogavasistha, un testo spirituale Advaita della religione indù, i valori dell'essere umano libero (hindi: जीवन्मुक्ति), possono essere riassunti come segue: "I piaceri non lo deliziano; i dolori non lo angosciano. Anche se impegnato in azioni mondane, non ha nessun attaccamento a qualsiasi oggetto. Anche se esteriormente occupato è calmo interiormente. Si sente libero da vincoli di scritture, di costumi, di età, di casta o credo. Egli è felice, ma la sua felicità non dipende da nient'altro. Lui non ha bisogni, orgoglio, agitazione, irrequietezza, depressione o euforia. Egli è pieno di compassione e di perdono anche verso coloro che intendono fargli del male. Egli fa sempre la cosa giusta, a prescindere dalle pressioni. È paziente, perseverante, e senza alcuna impurità nel cuore. È libero dalle delusioni, non desidera nulla. Il suo senso di libertà proviene dal suo spirito di ricerca. I frutti della sua ricerca sono la sua forza, intelligenza, efficienza e puntualità. Cerca la compagnia di persone sagge e illuminate. È contento."
Esistono significativi discorsi storici sulla nozione, la pertinenza, l'esistenza e la non-esistenza di Dio in India. Dharmakirti, ad esempio, scrisse nel VII secolo nel Pramanavarttikam:

## Percezione della cultura indiana
La diversità dell'India ha ispirato molti scrittori nella scrittura delle loro percezioni della cultura del paese. Questi scritti dipingono un quadro complesso e spesso conflittuale della cultura dell'India.
Secondo Eugene M. Makar, per esempio, la cultura tradizionale indiana è definita da una gerarchia sociale piuttosto rigida. Egli ricorda, inoltre, che fin dalla tenera età, ai bambini vengono resi noti i loro ruoli nella società. Questo è rafforzato, nota Makar, dal modo in cui molti credono che le divinità e gli spiriti abbiano un ruolo fondamentale e funzionale nella determinazione della loro vita. Alcune differenze, come la religione, dividono la cultura. Tuttavia, una divisione di gran lunga più potente è il sistema delle caste. Severi tabù sociali hanno governato questi gruppi per migliaia di anni, sostiene Makar. Negli ultimi anni, soprattutto nelle città, alcune di queste prescrizioni sono confuse e talvolta addirittura scomparse. Egli scrive che relazioni familiari importanti si estendono al gotra, la discendenza patrilineare o di clan assegnata ad ogni indù alla nascita. Nelle zone rurali e talvolta in aree urbane, è comune che tre o quattro generazioni della stessa famiglia vivano sotto un unico tetto e il patriarca spesso risolva i problemi dell'intera famiglia.
Altri scrittori hanno una percezione diversa della cultura indiana. Secondo un'intervista con C. K. Prahalad di Des Dearlove, autore di molti libri di successo, l'India moderna è un paese di culture molto diverse, con molte lingue, religioni e tradizioni. I bambini iniziano ad affrontare, imparare, accettare e assimilare questa diversità. Prahalad - che è nato in India e lì cresciuto - ha affermato, nell'intervista, che gli indiani, come qualunque altro popolo al mondo, vogliono essere trattati come unici, come individui, vogliono esprimersi e cercare l'innovazione. In un altro rapporto, Nancy Lockwood della Società per la gestione delle risorse umane, la più grande associazione di risorse umane con membri in 140 paesi, scrive che negli ultimi due decenni, il cambiamento sociale in India è in drammatico contrasto con le aspettative della cultura tradizionale indiana. Questi cambiamenti hanno portato le famiglie indiane a dare opportunità di istruzione alle ragazze, accettato che le donne lavorino fuori casa perseguendo una carriera, e aprendo la possibilità a queste ultime di raggiungere ruoli manageriali aziendali. Lockwood sostiene che il cambiamento è lento, ma la portata del cambiamento culturale può essere rilevata dal fatto che in India, su 397 milioni di lavoratori, 124 milioni sono ora donne. Le questioni per l'emancipazione delle donne sono simili a quelle presenti in altre parti del mondo.
Secondo Amartya Sen, Premio Nobel per l'Economia indiano, la cultura dell'India moderna è una miscela complessa delle sue tradizioni storiche, influenzate dagli effetti del colonialismo nel corso dei secoli, e l'attuale cultura occidentale, sia collateralmente sia dialetticamente. Sen osserva che le immagini esterne dell'India in Occidente spesso tendono a sottolineare la differenza - reale o immaginaria - tra l'India e l'Occidente. C'è una notevole inclinazione, nei paesi occidentali, a prendere le distanze ed evidenziare le differenze della cultura indiana dalla corrente principale delle tradizioni occidentali, piuttosto che scoprire e mostrare le analogie. Gli scrittori occidentali e i media, di solito, mancano di evidenziare gli aspetti cruciali della cultura indiana e delle sue tradizioni. La profonda eterogeneità delle tradizioni indiane, nelle diverse parti dell'India, viene trascurata in queste descrizioni omogeneizzate dell'India. Le percezioni della cultura indiana, da coloro che non sono nati e cresciuti in India, tendono ad inserirsi in almeno tre categorie, scrive Sen:
- Approccio esotico: si concentra sugli aspetti meravigliosi della cultura dell'India. Il focus di questo approccio alla comprensione della cultura indiana è quello di presentare il diverso, lo strano e come Hegel ha detto, "un paese che esiste da millenni nella fantasia degli europei."
- Approccio di superiorità: essa assume un senso di superiorità e di tutela necessarie per trattare con l'India, un paese che James Mill, storico dell'imperialismo, ha pensato grottescamente come detentore di una cultura primitiva. Molti osservatori britannici e molti altri non britannici, non sono d'accordo con tali opinioni sull'India, sostenendo che questo approccio contribuisce a una certa confusione circa la cultura del paese.
- Approccio curatoriale: si tenta di osservare, classificare e registrare la diversità della cultura indiana in diverse parti dell'India. I curatori non guardano solo alla stranezza, non valutano in base alle priorità politiche, e tendono ad essere più liberi da stereotipi. L'approccio curatoriale, tuttavia, ha una tendenza a vedere la cultura indiana come più speciale e straordinariamente interessante di quanto in realtà non sia.

L'approccio curatoriale, ispirato dalla curiosità sistematica per la diversità culturale dell'India, è in gran parte assente all'interno del paese.
Susan Bayly, nel suo libro, osserva che vi è una notevole controversia fra l'India e gli studiosi orientalisti sulla presunta cultura indiana. La studiosa riconosce che molte delle controversie sono basate sulla pervasività delle caste e sulla rigorosa gerarchia sociale nell'India moderna. Bayly osserva che gran parte del subcontinente indiano è stato popolato da persone per le quali le distinzioni formali delle gerarchie sociali di casta erano solo di scarsa e limitata importanza nei loro stili di vita.
Secondo Rosser, un sociologo statunitense, gli americani originari dell'Asia meridionale sentono la percezione che gli occidentali hanno della cultura dell'India, come permeata da numerosi stereotipi. Rosser osserva che il discorso sulla cultura dell'India, in gran parte degli Stati Uniti, è raramente dedicato ad un'India indipendente. La gente imbastisce ipotesi metafisiche radicali sui difetti e sulla religione e cultura, ma è molto più cauta nel valutare la società civile e la cultura politica nell'India moderna. È come se il valore del Sud Asia risiedesse solo nei suoi contributi alla conoscenza umana antica mentre i suoi patetici tentativi di ammodernamento e sviluppo debbano essere patrocinati. Rosser ha condotto numerose interviste e riassunto i commenti. Lo studio segnala un netto contrasto tra la percezione occidentale della cultura dell'India, rispetto all'esperienza diretta degli intervistati. Ad esempio:
(A South Asian in America)

## Struttura della famiglia e dei matrimoni indiani

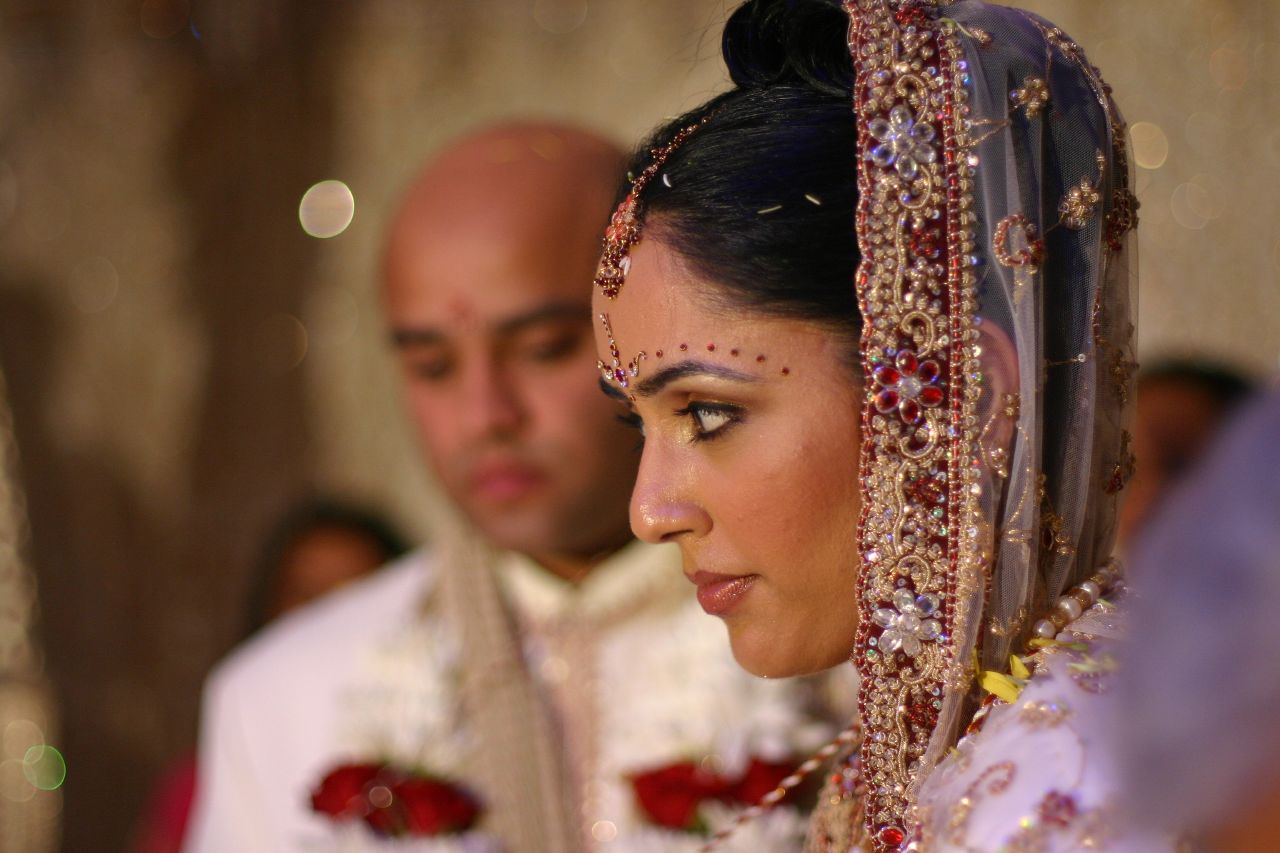
Una sposa durante un tradizionale matrimonio indù in Punjab.

La struttura della famiglia in India e le tradizioni culturali all'interno di essa, sono state oggetto di numerosi studi.
Nella storia dell'India, e attualmente in alcune regioni, una famiglia comune svolge un ruolo significativo nella cultura indiana. Per generazioni, l'India ha avuto una tradizione prevalente del sistema familiare comune. Si tratta di un sistema nel quale molti membri di una famiglia - genitori, figli, coniugi dei figli e dei loro figli, ecc. - vivono insieme sotto lo stesso tetto. Di solito, il membro maschio più anziano è il capo del sistema congiunto familiare. Egli prende tutte le decisioni importanti e detta le regole, mentre gli altri membri della famiglia devono rispettarle.
In uno studio del 1966, Orenstein e Micklin analizzarono i dati della popolazione e la struttura familiare indiana. I loro studi suggeriscono che la dimensione dei nuclei familiari indiani era rimasta simile nel periodo 1911-1951. Successivamente, con l'urbanizzazione e lo sviluppo economico, l'India ha assistito ad una frammentazione della tradizione familiare comune in più nuclei, costituiti da singole famiglie.
Sinha, nel suo libro, dopo aver riassunto i numerosi studi sociologici condotti sulla famiglia indiana, nota che nel corso degli ultimi sessant'anni, la tendenza culturale in molte parti dell'India è stata quella di un passaggio accelerato dalla famiglia comune alle famiglie singole, proprio come le tendenze demografiche in altre parti del mondo. La tradizionale famiglia numerosa indiana, nel 1990, rappresentava una piccola percentuale di tutte le famiglie, e in media ha avuto il più basso reddito pro capite. Egli ritiene che la famiglia congiunta persiste in alcune aree e in certe condizioni, in parte a causa di tradizioni culturali e in parte a causa di fattori pratici.

### Matrimonio combinato

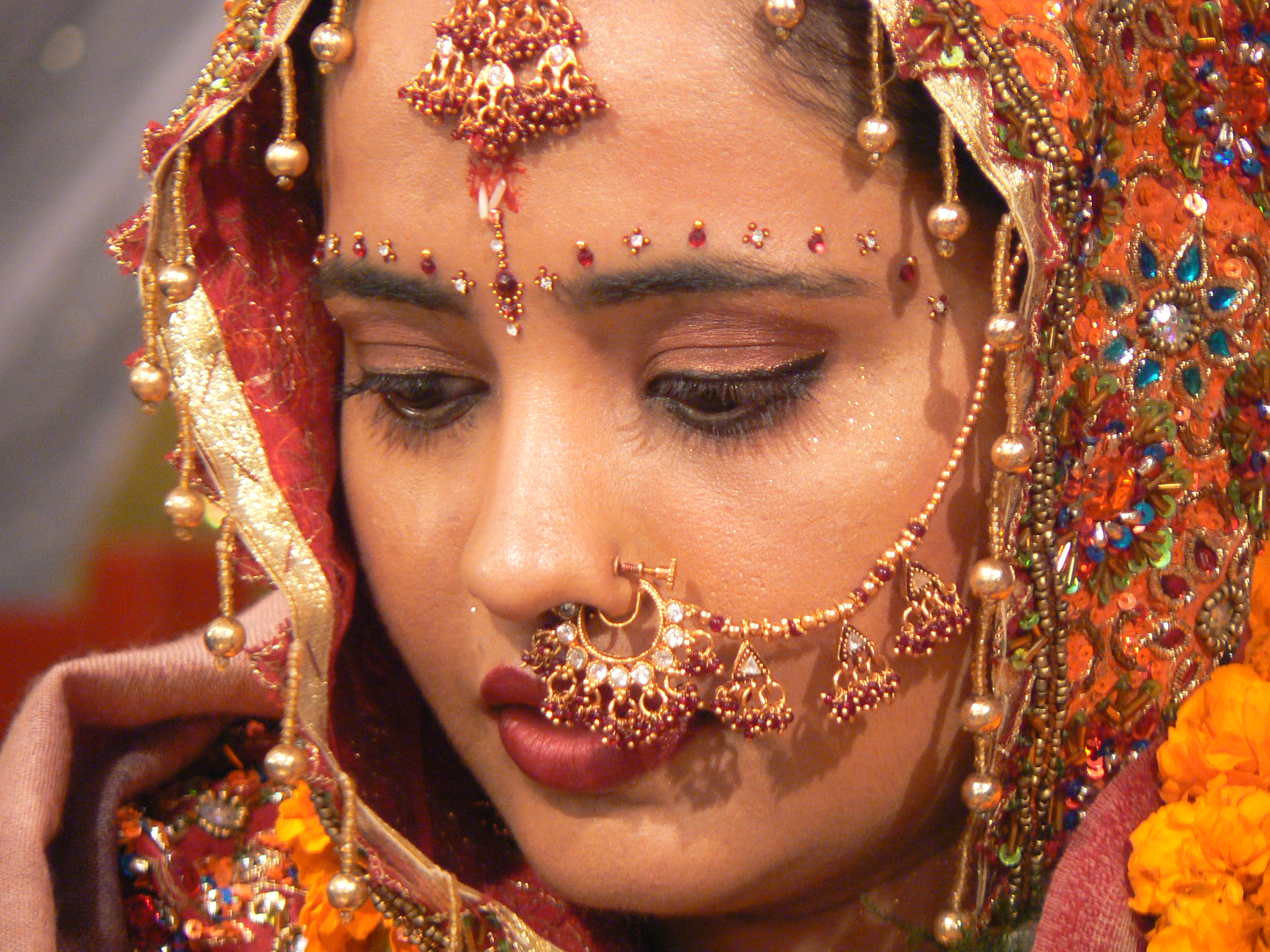
Una sposa in India.

Per secoli, i matrimoni combinati sono stati la tradizione nella società indiana, sebbene gli uomini e le donne abbiano sempre avuto la possibilità di scegliere chi volessero sposare. Ancora oggi, la maggior parte degli indiani si ritrovano a sposare un coniuge scelto dai loro genitori o da altri membri autorevoli della loro famiglia, ma con il consenso della sposa e dello sposo.
Nella maggior parte dei matrimoni la famiglia della sposa fornisce una dote ad essa per salvaguardarla, assieme ai suoi figli, in caso di morte prematura del marito. Storicamente, nella maggior parte delle famiglie, l'eredità dei patrimoni familiari passava per la linea maschile. Dal 1956, le leggi indiane trattano maschi e femmine allo stesso livello in materia di eredità senza la presenza di un testamento legale. Gli indiani stanno sempre più utilizzando un testamento per l'eredità e la successione delle proprietà, con circa il 20 per cento di legati testamentari nel 2004.
In India il divorzio è estremamente raro — 1% rispetto al 40% negli Stati Uniti. Queste statistiche, però, non riflettono un quadro completo. C'è una carenza di indagini scientifiche o studi sui matrimoni indiani, nei quali siano state analizzate le prospettive di entrambi i coniugi in profondità. Indagini campione suggeriscono che i problemi dei matrimoni in India sono simili a quelli riscontrati in altre parti del mondo. I tassi di divorzio sono in aumento e quelli delle popolazioni urbane sono molto più elevati. Le donne provocano circa l'80 per cento dei divorzi.
"L'opinione è divisa sul significato del fenomeno: per i tradizionalisti il crescente numero fa presagire il crollo della società, mentre per alcuni modernisti, si parla di un sano potenziamento del potere delle donne".
Studi recenti suggeriscono che la cultura indiana sta rapidamente allontanandosi dai tradizionali matrimoni combinati. Banerji et al. hanno intervistato 41.554 famiglie in 33 Stati dell'India nel 2005, scoprendo che le tendenze al matrimonio in India sono simili a quelle registrate, negli ultimi quarant'anni, in Cina, Giappone e altre nazioni asiatiche. Sempre un numero minore di matrimoni sono organizzati senza il consenso degli sposi. Lo studio ha evidenziato che la maggior parte dei matrimoni sono stati organizzati con il consenso dei coniugi. La percentuale dei matrimoni d'amore (come vengono chiamati in India) sono in aumento, in particolare nelle aree urbane. Un articolo del 2006 riportava che tra il 10 e il 20 per cento dei matrimoni in territorio urbano erano ad iniziativa degli sposi.

## Saluto
Namasté, namaskar, Namaskara o Namaskaram (lingua telugu, lingua malayalam), Vanakkam (lingua tamil),Nomoshkaar (lingua bengali), Nomoskar (lingua assamese) sasriakal (lingua punjabi)è il saluto tradizionale, anche se considerato un po' antiquato da qualcuno. Namaskar è considerato una versione più formale di Namasté ma entrambi esprimono profondo rispetto. Questo saluto è comunemente usato in India e in Nepal da indù, giainisti e buddisti, e talvolta anche al di fuori del sub-continente indiano. Nella cultura indiana e nepalese, la parola è pronunciata all'inizio della comunicazione scritta o verbale. Il gesto, tuttavia, con le stesse mani piegate, senza pronunciare la parola, si fa di solito al momento del commiato. Presa alla lettera, significa "mi inchino a te". La parola deriva dal sanscrito (namah): per inchino, riverenza, saluto e riguardo, e (te): "a te". Come spiegato da uno studioso indiano, Namasté letteralmente fa riferimento a Ciò che è di Dio in me si inchina a ciò che è di Dio in te. Nella maggior parte delle famiglie indiane, ai giovani uomini e donne viene insegnato a cercare la benedizione dei loro anziani, per mezzo dell'inchino reverenziale ad essi. Questa usanza è conosciuta come Pranāma.
Fra le altre forme di saluto vi è "Jai Shri Krishna", "Ram Ram" e Sat Shri Akal (lingua punjabi, usate dai seguaci del sikhismo), Jai Jinendra, saluto in uso nella comunità giainista e "Nama Shivaya".

## Feste

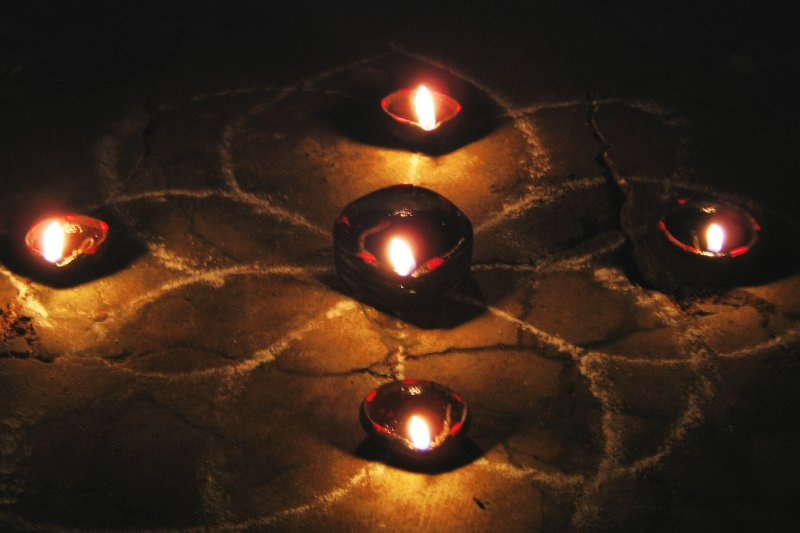
In India esistono diverse festività, legate alle varie diversità culturali delle singole zone del paese. Con piccole lampade e molta cura, il Karthigai festival celebra il legame tra fratelli e sorelle nel sud dell'India. In altre parti dell'India si celebrano Bhau-Beej e Raksha Bandhan. Le sorelle augurano felicità ai fratelli donando loro dei dolci, mentre i fratelli promettono di proteggere le loro sorelle.

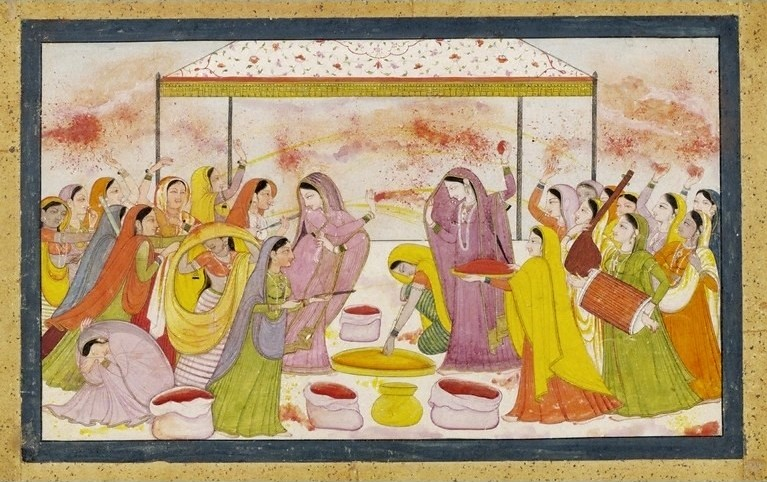
Radha e gopika celebrano Holi, noto come "festival dei colori".

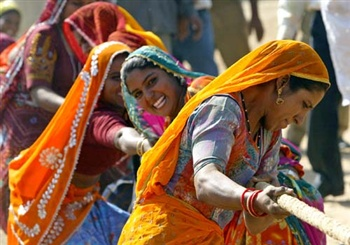
Il tiro alla fune, alla fiera di Pushkar nel Rajasthan.

L'India, essendo un paese multi culturale e multi religioso, celebra ricorrenze di diverse religioni. Le quattro feste nazionali indiane sono: giorno dell'indipendenza, festa della repubblica, Gandhi Jayanti e Festa del lavoro. In molti Stati e regioni del paese si festeggiano altre ricorrenze a carattere religioso e civile. Fra le ricorrenze religiose indù si ricordano Navratri, Diwali, Ganesh Chaturthi, Durga puja, Holi, Rakshabandhan e Dussehra. Esistono poi festeggiamenti per la mietitura Sankranthi, Pongal, Raja sankaranti swinging festival, Onam e "Nuakhai".
Alcune feste sono celebrate da più religioni. Tipici esempi sono Diwali, che viene celebrata da indù, sikh e giainisti, e Buddh Purnima, celebrata dai buddisti. Feste sikh, quali Guru Nanak Jayanti e Baisakhi sono celebrate con fanfare da sikh e indù. Aggiungendo colore alla cultura dell'India, il Dree Festival è una delle feste tribali dell'India, celebrata dagli Apatanis della valle di Ziro nell'Arunachal Pradesh, che è lo Stato più orientale dell'India.
L'Islam è parte del tessuto culturale indiano e oltre 135 milioni di musulmani risiedono in India, organizzando un certo numero di feste per onorare le tradizioni islamiche. Milad-Un-Nabi, Eid ul Fitr, Eid ul Adha (Bakr Eid), Muharram, Mawlid, and Shab-e-Barat, sono alcune festività islamiche osservate in India.
Il cristianesimo è la terza religione più professata in India. Con oltre 23 milioni di cristiani, di cui 17 milioni sono cattolici, l'India è sede di molte feste cristiane. Il paese festeggia il Natale e il Venerdì Santo.
Le fiere regionali sono comuni anche in India. Ad esempio, la fiera di Pushkar è uno dei mercati più grandi del mondo per i cammelli e Sonepur Mela è la più grande fiera del bestiame in Asia.

## Nomi e lingue
I nomi propri di persona sono legati ad una varietà di sistemi e convenzioni che variano da regione a regione. Essi sono inoltre influenzati dalle religioni, dalle caste e possono derivare dai poemi epici indiani. La popolazione dell'India parla un'ampia varietà di lingue come: Angika ·  Assamese ·  Beary bashe ·  Bengali ·  Bodo ·  Chhattisgarhi ·  Dogri ·  Garo · Gujarati ·  Hindi · Kannada ·  Kashmiri ·  Khasi · Kokborok · Konkani ·  Maithili ·  Malayalam ·  Manipuri ·  Marathi ·  Mizo · Nepali ·  Oriya ·  Punjabi ·  Sanscrito ·  Santali · Sindhi ·  Tamil ·  Telugu ·  Tulu ·  Urdu · 

## Animali

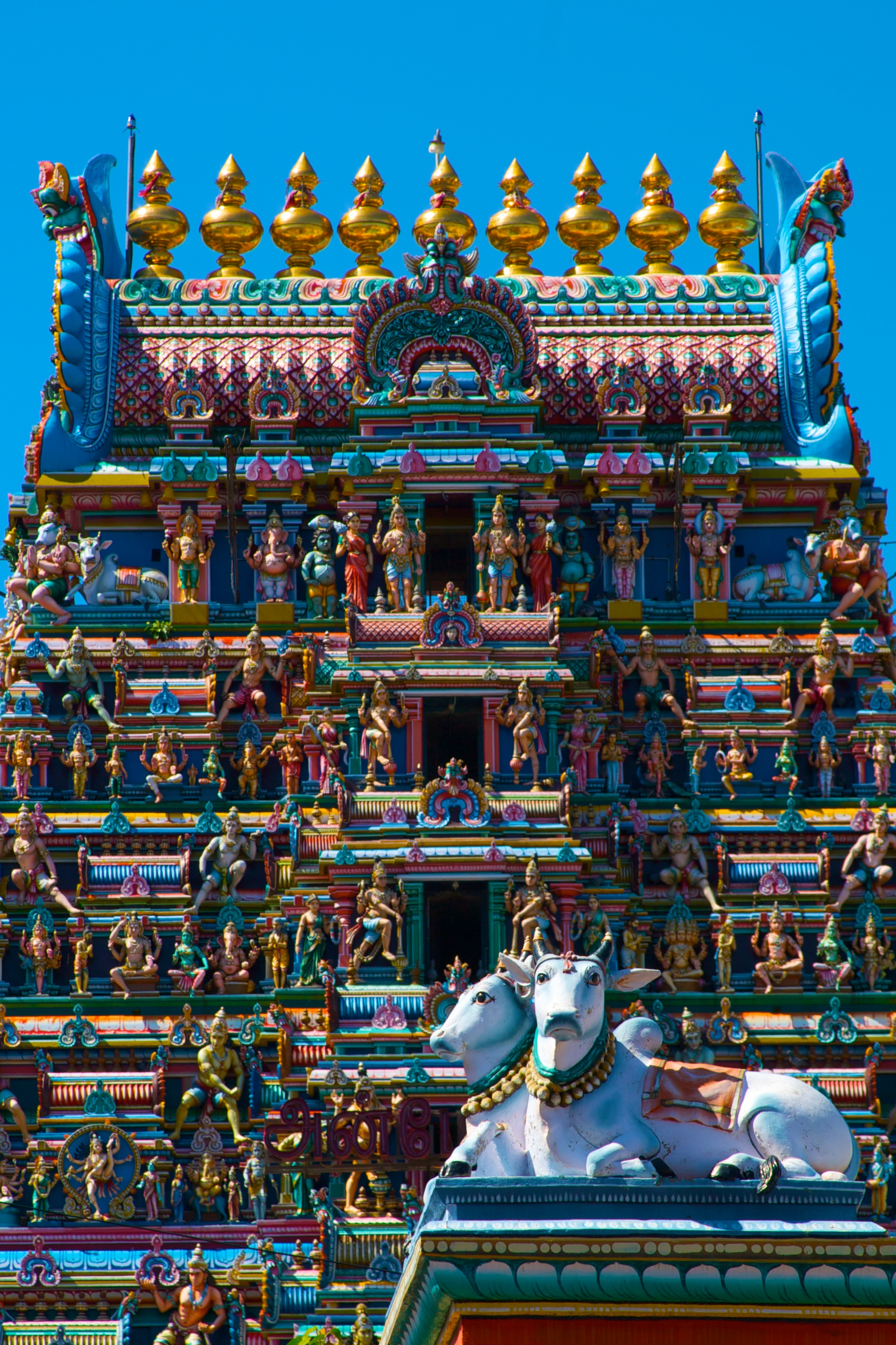
Buoi dipinti in un goppuram decorato del tempio di Kapaleeshwarar nel Chennai.

La variegata e ricca fauna dell'India ha avuto un profondo impatto sulla cultura popolare della regione. Il nome comune indiano per descrivere una regione selvaggia è Jungle che è stato adottato dai colonizzatori inglesi nella loro lingua. La parola è stata anche resa famosa ne Il libro della giungla di Rudyard Kipling. La fauna selvatica dell'India è stata oggetto di numerosi altri racconti e favole, come il Panchatantra e i racconti di Jataka.
Nell'induismo, la mucca è considerata come un simbolo di ahimsa (non-violenza), dea madre e portatrice di buona fortuna e ricchezza. Per questa ragione, le mucche sono sacre nella cultura indù e dar loro da mangiare è un atto di devozione.
A partire da gennaio 2012, la mucca rimane un argomento di divisione in India. Diversi stati dell'India hanno approvato leggi per proteggere le mucche, mentre molti Stati non hanno restrizioni sulla produzione e il consumo di carne bovina. Alcuni gruppi si oppongono alla macellazione di vacche, mentre altri gruppi indiani affermano che il tipo di carne che si mangia dovrebbe essere una questione di scelta personale in una democrazia. Lo Stato del Madhya Pradesh ha approvato una legge, nel gennaio 2012, ovvero il Gau-Vansh Vadh Pratishedh (Sanshodhan) Act, che rende la macellazione della mucca un reato grave. Nel Gujarat, uno Stato dell'India occidentale, la legge di conservazione degli animali, entrata in vigore nell'ottobre 2011, vieta l'uccisione di mucche e l'acquisto, la vendita e il trasporto delle carni bovine. Al contrario, Orissa e Andhra Pradesh consentono la macellazione dei bovini con un protocollo di macellazione certificato. Negli Stati del Bengala occidentale e del Kerala, il consumo di carne bovina non è considerato un reato. Contrariamente agli stereotipi, un numero considerevole di indù mangiano carne, e molti sostengono che le loro scritture, come ad esempio i testi vedici, non ne vietano il consumo. Nel sud del Kerala, per esempio, la carne di manzo costituisce quasi la metà di tutta la carne consumata da tutte le comunità, fra cui gli induisti. I sociologi teorizzano che il largo consumo di carne di vacca in India sia dovuto al fatto che è una fonte molto più economica di proteine animali per i poveri rispetto alla carne di agnello o di pollo, che al dettaglio costa il doppio del prezzo. Per queste ragioni, il consumo di carne bovina in India, dopo l'indipendenza nel 1947, è andato incontro ad una crescita molto più veloce di qualsiasi altro tipo di carne. Attualmente, l'India è uno dei cinque più grandi produttori e consumatori di carne bovina in tutto il mondo. Mentre in paesi come il Madhya Pradesh stanno passando leggi locali per prevenire crudeltà sulle mucche, altri indiani stanno discutendo: "Se il vero obiettivo è quello di prevenire crudeltà verso gli animali, perché solo la mucca viene rispettata quando centinaia di altri animali vengono maltrattati?

## Cucina
(Atul Kochhar, il primo indiano a ricevere due stelle Michelin.)
(Harold McGee, autore di On Food and Cooking)

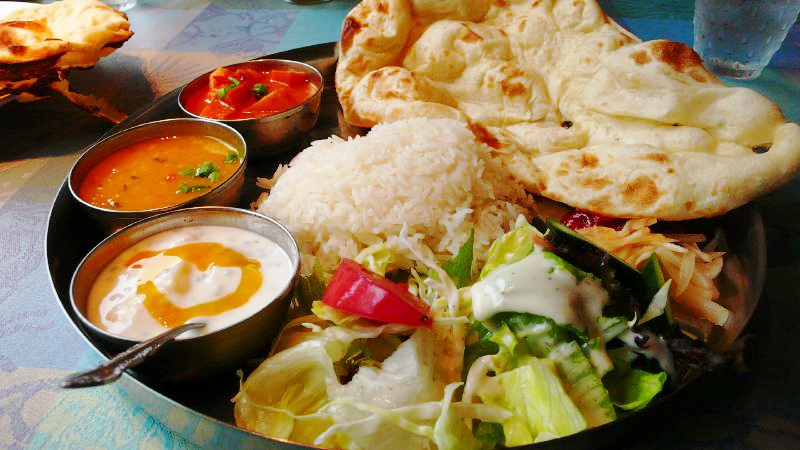
Piatto indiano thali con pane Naan, Dal, Raita, Shahi paneer e insalata.

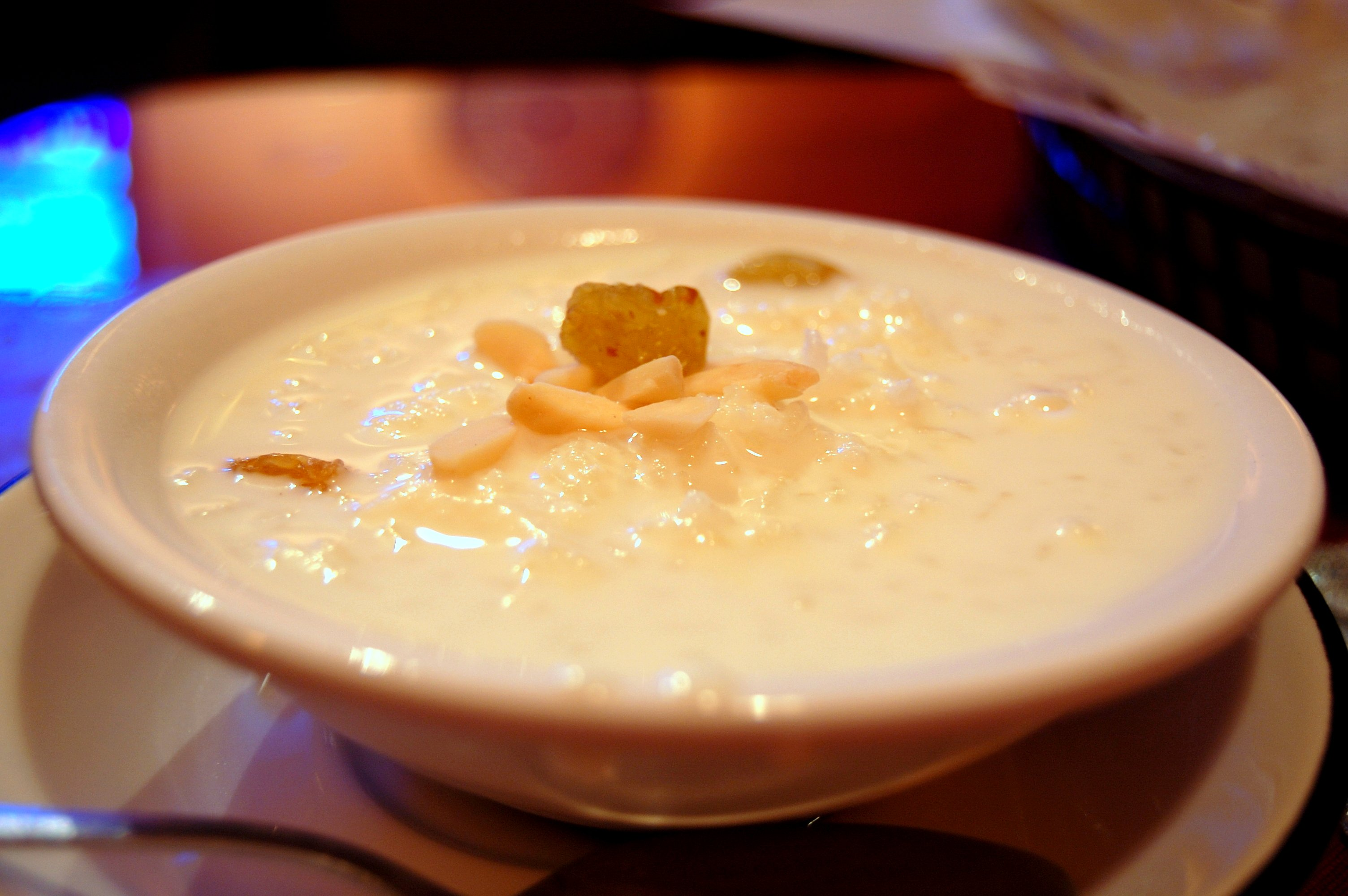
Il Kheer è un dolce tradizionale indiano.

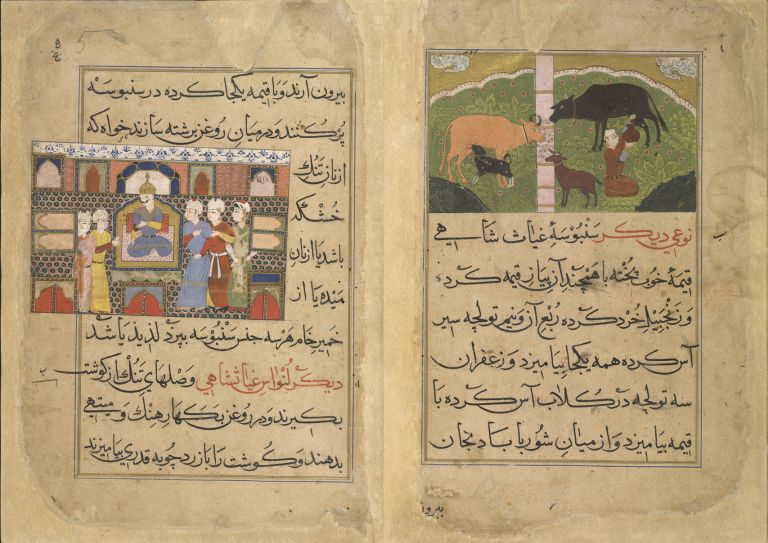
Nimmatnama-i Nasiruddin-Shahi (libro di ricette), scritto intorno all'anno 1500, documenta l'arte di preparazione del Kheer, un dessert indiano a base di latte: selezionare con cura la mucca; per avere un latte di qualità, porre attenzione a ciò che mangia; dargli da mangiare canne da zucchero; usare il suo latte per fare il migliore Kheer.

Il cibo è parte integrante di ogni cultura umana. Chang rileva come l'importanza del cibo nella comprensione della cultura umana risiede nella sua variabilità infinita - una variabilità che non è essenziale per la sopravvivenza della specie. Per le esigenze di sopravvivenza, la gente ovunque potrebbe mangiare lo stesso semplice cibo. Ma le culture umane, nel corso dei secoli, hanno sperimentato, innovato e sviluppato cucine altamente sofisticate. Cucine diventate molto più che fonte di sostanze nutritive, ma riflettenti la conoscenza umana, la cultura, l'arte ed espressioni di amore.
La cucina indiana è varia come l'India. Essa utilizza numerosi ingredienti, possiede una vasta gamma di stili di preparazione degli alimenti, tecniche di cottura e presentazione dei piatti. Dalle insalate ai sughi, dalle verdure alle carni, dalle spezie al pane ai dolci, la cucina indiana è sempre complessa. Harold McGee, uno dei preferiti di molti chef stellati Michelin, scrive "per pura inventiva, con il latte come ingrediente primario, nessun paese al mondo può eguagliare l'India."

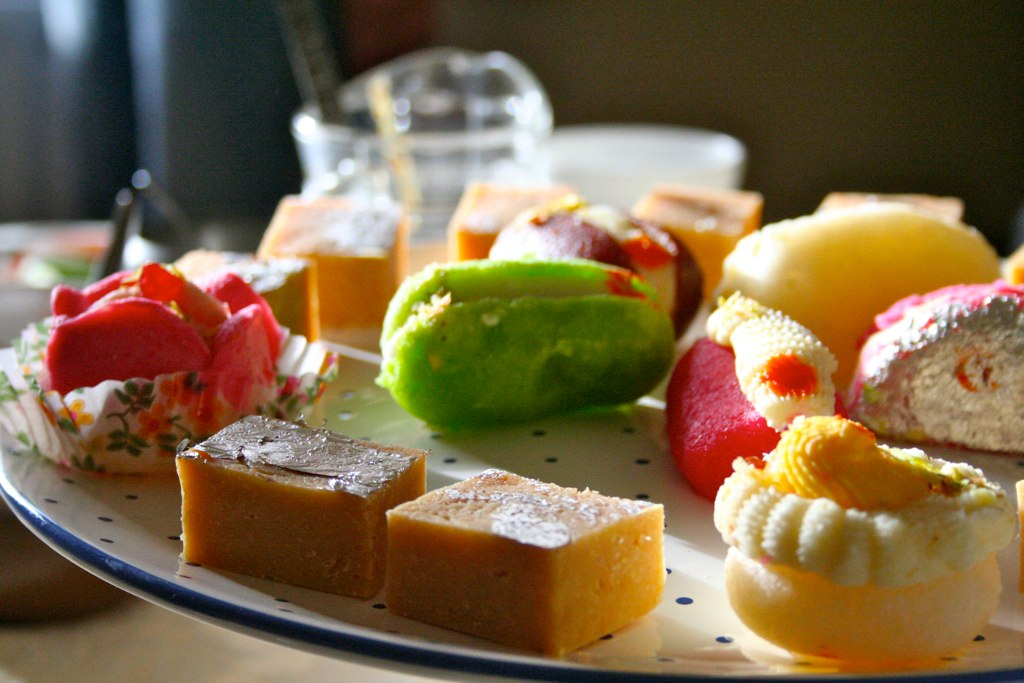
Alcuni dolci indiani fra centinaia di varietà diverse. In alcune parti dell'India, sono chiamati mithai o dolci. Lo zucchero ed i dolci hanno una lunga storia in India: dal 500 a.C. in India viene prodotto lo zucchero semolato. Nella lingua locale viene chiamato khanda (खण्ड), probabilmente la radice del termine candito.

Secondo Sanjeev Kapoor, un membro del Panel Internazionale Singapore Airlines Culinary, la cucina indiana è stata a lungo l'espressione della cucina mondiale. Kapoor sostiene, "guardando indietro nella storia dell'India e studiando il cibo mangiato dai nostri padri, si noterà quanta attenzione è stata dedicata alla pianificazione e alla cottura di un pasto. Grande attenzione è stata data alla consistenza ed al gusto di ogni piatto". Una fonte storica è il Mānasollāsa, (in sanscrito मानसोल्लास, Le delizie della mente), scritto nel XII secolo. Il libro descrive la necessità di cambiare la cucina e il cibo con le stagioni, i vari metodi di cottura, la migliore miscela di sapori, la sensazione dei vari cibi, la pianificazione e lo stile di cenare, tra le altre cose.
L'India è nota per il suo amore per il cibo e per le spezie, che svolgono un ruolo importante nella vita quotidiana, così come nelle feste. La cucina indiana varia da regione a regione, riflettendo le svariate etnie presenti nel paese. In generale, la cucina indiana può essere suddivisa in cinque categorie - cucina dell'India settentrionale, cucina del sud, cucina orientale, cucina occidentale e cucina nord-orientale.
Nonostante questa diversità, emergono alcuni tratti unificanti. L'uso delle spezie è parte integrante di talune preparazioni alimentari, ed esse sono utilizzate per esaltare il sapore di un piatto e creare sapori e profumi unici. La cucina in tutta l'India è stata influenzata anche da vari gruppi culturali che entrarono in India nel corso della storia, come i persiani, i Mogul e i coloni europei.
La cucina indiana è fra le più popolari nel mondo intero. Nella maggior parte dei ristoranti indiani, al di fuori dell'India, il menu non rende giustizia alla varietà enorme di cibi che la cucina indiana mette a disposizione. La cucina che più di ogni altra viene proposta nei menù è quella del Punjab (il pollo al curry è molto popolare nel Regno Unito). Esistono alcuni ristoranti che servono cucina di altre regioni dell'India, anche se questi sono veramente rari. Storicamente, le spezie indiane e le erbe sono state uno dei più ricercati prodotti commerciali. Il loro commercio tra l'India e l'Europa ha portato alla nascita e al dominio dei commercianti arabi, a tal punto che gli esploratori europei, come Vasco da Gama e Cristoforo Colombo, hanno cercato di trovare nuove rotte commerciali per l'India che portarono alla scoperta dell'America. La popolarità del curry, che origina dall'India, attraverso l'Asia ha spesso portato all'identificazione dei cibi che lo incorporano come "pan-asiatici".
Alcuni sostengono che la cucina indiana è classificata in tre categorie principali: Sattva, Rajas e Tamas. Sattva significa equilibrio, Rajas è sinonimo di passione, e Tamas è l'acronimo di indulgenza. Il cibo viene consumato in base allo stile di vita della persona. Per esempio: un re deve essere aggressivo per difendere il suo paese, e pertanto dovrebbe assumere dei cibi che gli diano tanta passione e l'aggressività che è richiesta. Quando una persona cerca di condurre la propria vita cercando la propria realizzazione, dovrebbe preferire un alimento satvico, che aiuti a mantenere la mente in equilibrio. Il cibo tamasico sarebbe da prendere solo se richiesto dal corpo, come il consumo dell'alcool. Questo è il motivo per cui molti indiani cercano di astenersi dal bere.
Le molteplici varietà della cucina indiana sono caratterizzate dall'uso sofisticato e sottile di molte spezie e erbe. Ogni famiglia di questa cucina è caratterizzata da un vasto assortimento di piatti e tecniche di cottura. Anche se una parte significativa del cibo indiano è vegetariana, molti piatti indiani tradizionali comprendono anche: pollo, capra, agnello, pesce e altre carni.

## Abbigliamento

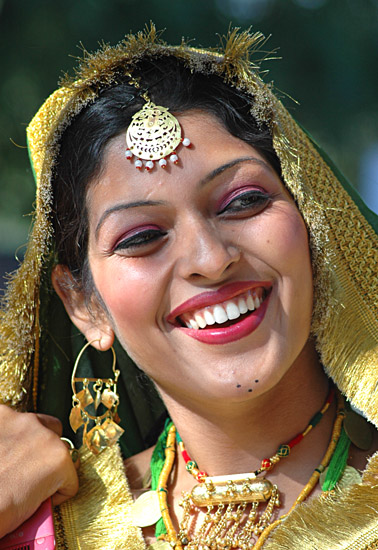
Donna del Punjab vestita con l'abito tradizionale per il 'Teej' festival.

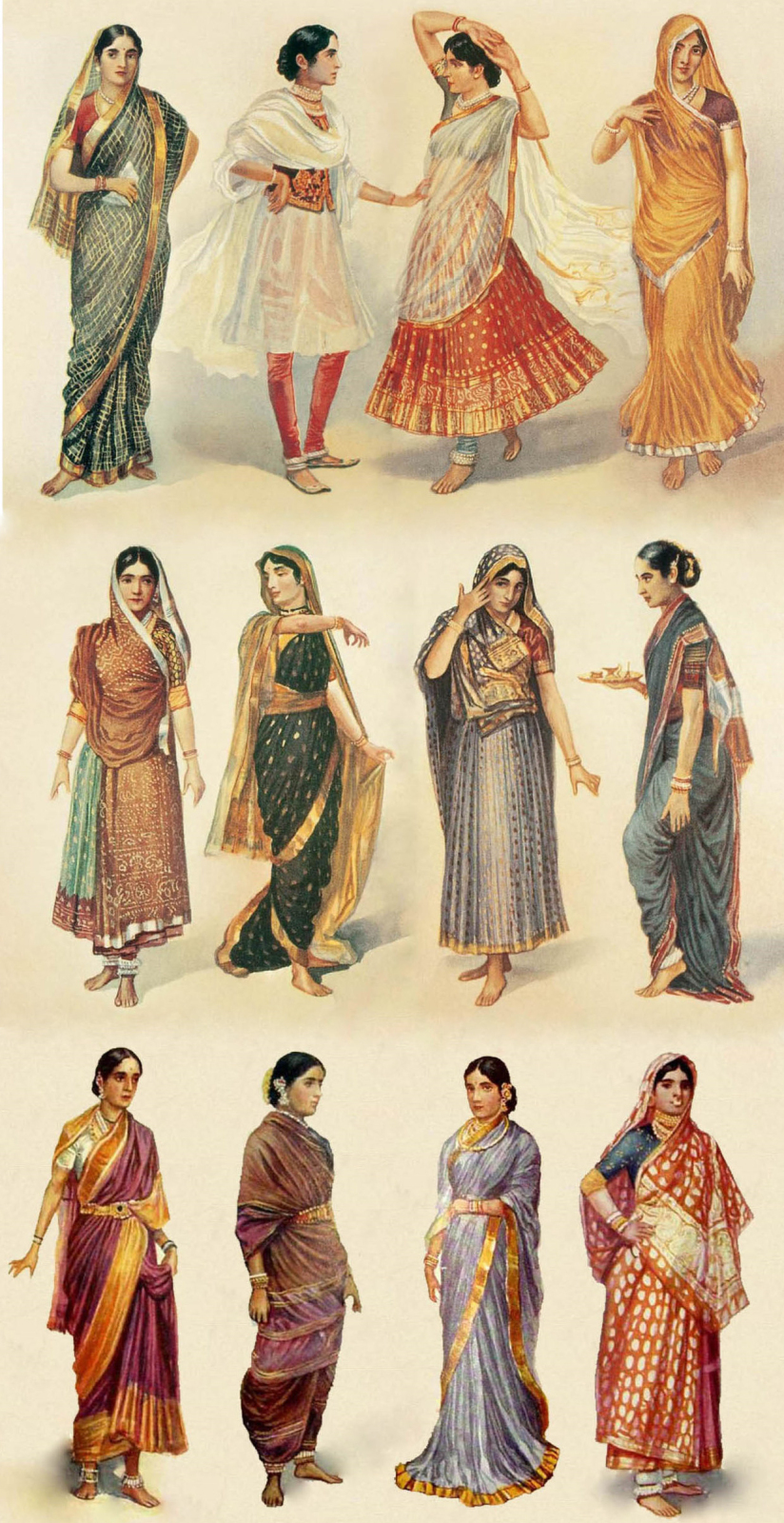
Illustrazione di diversi stili di Sari indossati dalle donne in India.

L'abbigliamento tradizionale in India varia notevolmente tra le diverse parti del paese ed è influenzato dalla cultura locale, dalla geografia, dal clima e dall'ambiente rurale o urbano. Stili popolari di abbigliamento comprendono indumenti drappeggiati come sari per le donne e dhoti o lungi per gli uomini. I vestiti cuciti sono anche popolari come churidar o salwar-kameez per le donne, con una dupatta (lunga sciarpa) gettata sulle spalle a completare l'abbigliamento. Il salwar è spesso poco attillato, mentre il churidar è un taglio più stretto. Per gli uomini, le versioni cucite sono kurta - pigiama e pantaloni e camicia in stile europeo. Nei centri urbani, la gente può essere spesso vista in jeans, pantaloni, camicie, abiti, kurta e altro genere di abbigliamento.
In luoghi pubblici e religiosi, l'etichetta dell'abbigliamento indiano scoraggia l'esposizione della pelle e l'indossare abiti trasparenti o attillati. La maggior parte dei tessuti indiani sono fatti di cotone, fibra ideale per le elevate temperature presenti per gran parte dell'anno a quelle latitudini. Poiché il clima dell'India è per la maggior parte caldo e piovoso, la maggior parte degli indiani calza i sandali.
Le donne indiane amano perfezionare il loro senso di fascino con trucco e ornamenti. Orecchini, mehendi, braccialetti e altri gioielli sono piuttosto comuni. In occasioni speciali, come matrimoni e feste, le donne possono indossare colori allegri con vari ornamenti realizzati con pietre preziose, oro, argento o altre pietre semi-preziose locali.
Il Bindi è spesso una componente essenziale del trucco di una donna indiana. Portato sulla fronte, alcuni lo considerano come un segno di buon auspicio. Tradizionalmente, il bindi rosso è stato portato solo da donne sposate indù, e quello colorato da donne nubili, ma ora tutti i colori sono diventati parte della moda femminile. Alcune donne adoperano il sindur, una tradizionale polvere rossa o arancione-rosso (vermiglio) nella scriminatura dei capelli (localmente chiamata mang). Il sindur è il segno tradizionale di una donna sposata, fra gli induisti. Esso non viene adoperato dalle donne indù non sposate così come dagli oltre 100 milioni di donne indiane che professano religioni diverse.
Gli stili indiani di abbigliamento si sono continuamente evoluti nel corso della storia del paese. Alcuni antichi testi vedici parlavano di vestiti fatti di cortecce e foglie (noti come phataka). Il Ṛgveda dell'XI secolo a.C. menziona indumenti colorati e ricamati (noti come paridhan e pesas rispettivamente) ed evidenzia lo sviluppo di tecniche sofisticate di produzione di abbigliamento in epoca vedica. Nel V secolo a.C., lo storico greco Erodoto descrisse la ricchezza e la qualità dell'abbigliamento indiano in cotone. Dal II secolo, la mussola fabbricata nel sud dell'India veniva importata dall'Impero Romano e la stoffa di seta era uno dei maggiori prodotti delle esportazioni dell'antica India insieme alle spezie. Gli abiti cuciti si sono sviluppati prima del X secolo e divennero popolari a seguito dell'uso presso gli imperi musulmani a partire dal XV secolo. Gli abiti drappeggiati rimasero popolari fra la popolazione indù, mentre i musulmani sempre più adottarono capi su misura.
Durante il Raj Britannico, l'industria dell'abbigliamento dell'India e quella dell'artigianato vennero lasciate morire in modo da far posto al tessuto industriale britannico. Di conseguenza, il capo del movimento per l'indipendenza indiana Mahatma Gandhi auspicò con successo quello che definì come abbigliamento khadi - colorati e luminosi abiti tessuti a mano - in modo da ridurre la dipendenza del popolo indiano dai beni industriali britannici. Gli anni 1980 sono stati caratterizzati da una modifica diffusa delle mode tessili indiane che sono state caratterizzate da una grande crescita delle scuole di moda in India, da un maggior coinvolgimento delle donne nel settore della moda e dalla modifica degli atteggiamenti nei confronti del multiculturalismo indiano. Questi sviluppi hanno svolto un ruolo fondamentale nella fusione degli stili di abbigliamento indiani e occidentali.

## Lingue e letteratura

### Storia
(Sir William Jones, 1786)

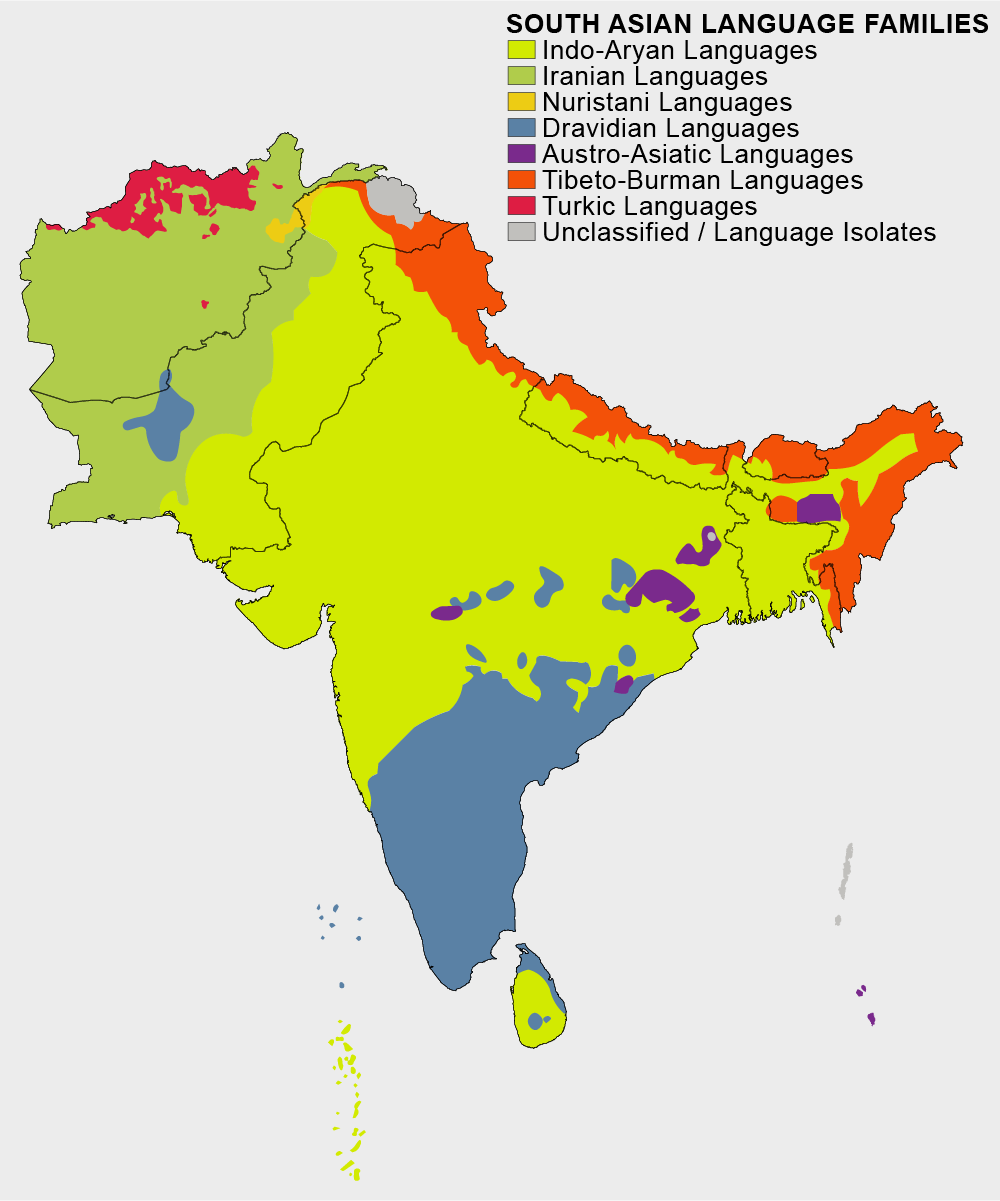
Famiglie linguistiche in India e territori confinanti. L'India possiede 18 lingue ufficiali, 15 delle quali sono indo-europee

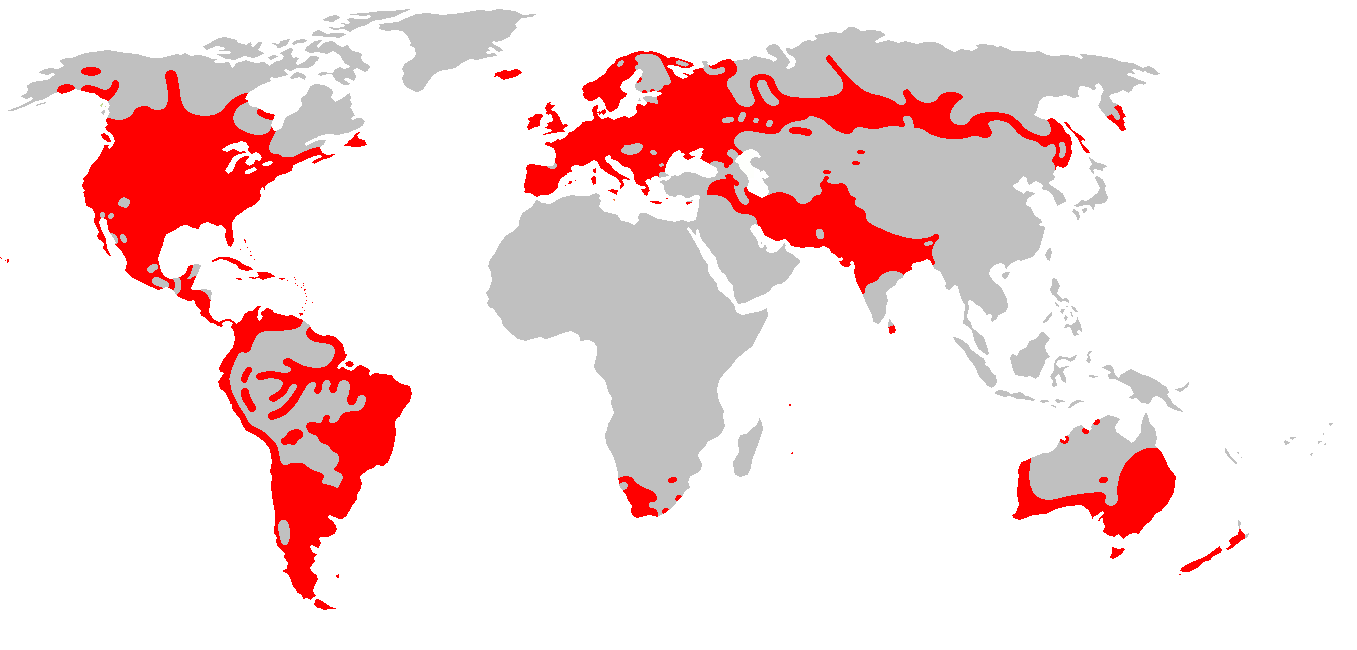
Secondo il censimento del 2001, in India venivano parlate 122 lingue principali. Nell'immagine la distribuzione delle lingue indo-europee nel mondo

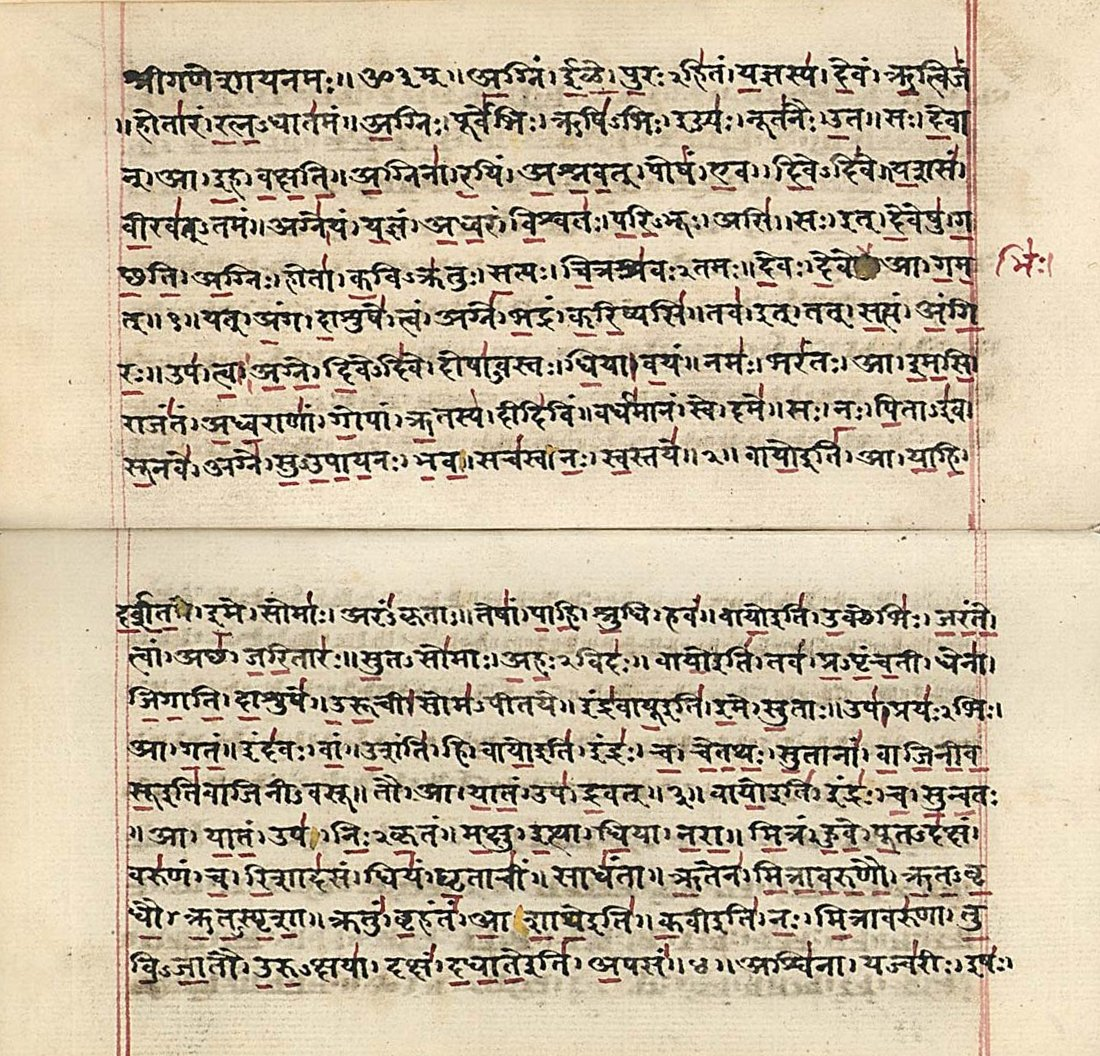
Rigveda (padapatha) manoscritto in Devanagari dei primi del XIX secolo. Dopo una benedizione ("śrīgaṇéśāyanamaḥ ;; Aum(3) ;;"), il primo rigo riporta le parole iniziali del RV.1.1.1 (agniṃ ; iḷe ; puraḥ-hitaṃ ; yajñasya ; devaṃ ; ṛtvijaṃ). L'accento vedico è dato da sottolineature e linee verticali in rosso.

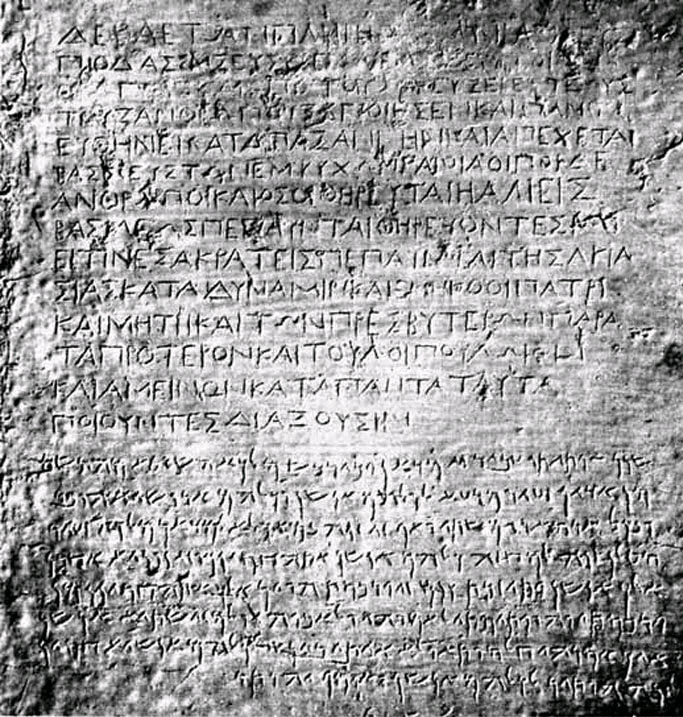
Fonti letterarie suggeriscono che l'India aveva interagito con le lingue di altre civiltà antiche. Questa iscrizione è dell'imperatore indiano Ashoka, scolpita su una pietra risalente a circa il 250 a.C., che si trova in Afghanistan. Le iscrizioni sono in greco e aramaico, con idee di non-violenza contro gli uomini e tutti gli esseri viventi, come predicato dalla dottrina Eusebeia.

Il sanscrito rigvedico è una delle più antiche testimonianze delle antiche lingue indoariane e nello stesso tempo uno dei primi attestati sull'esistenza delle lingue indo-europee. La scoperta del sanscrito, da parte dei primi esploratori europei dell'India, ha portato allo sviluppo di una filologia comparata. Gli studiosi del XVIII secolo sono stati colpiti dalla grande somiglianza del sanscrito, sia per la grammatica che per il vocabolario, con le lingue classiche d'Europa. Intensivi studi scientifici hanno stabilito che il sanscrito e molte lingue indiane derivate, appartengono alla famiglia che include inglese, tedesco, francese, italiano, spagnolo, celtico, greco, baltiche, armeno, persiano e altre lingue indo-europee.
L'evoluzione del linguaggio in India si può distinguere in tre periodi: antico, medio e moderno indoariano. La forma classica dell'antico indoariano era samskrta che significa lucido, colto e corretto (molto simile all'inglese corretto), a differenza di prakrta - la lingua pratica delle masse migranti in continua evoluzione, senza preoccupazione di pronuncia corretta o grammatica, in quanto la struttura del linguaggio cambiava a seguito del mescolamento delle masse dovuto alle conquiste e al mescolamento con altre lingue native. Il Prakrta divenne il medio indoariano che portò al Pali (la lingua dei primi buddisti e Ashoka nel 200-300 a.C.), al Prakrit (il linguaggio dei filosofi gianisti) e all'Apabhramsa (il linguaggio misto della fase finale del medio indoariano). E fu poi dall'Apabhramsa, secondo gli studiosi, che fiorì l'hindi, il gujarati, il bengali, il marathi, il punjabi e molte altre lingue attualmente in uso in India del nord, dell'est e dell'ovest. Tutte queste lingue indiane hanno radici e strutture simili al sanscrito e ad altre lingue indo-europee. Così abbiamo in India tremila anni di storia linguistica continua registrati e conservati in documenti letterari. Questo consente agli studiosi di seguire l'evoluzione del linguaggio e osservare come, da cambiamenti notevoli difficilmente documentabili da generazione in generazione, un unico linguaggio si altera nelle lingue discendenti che ora sono appena riconoscibili come provenienti dallo stesso ceppo.
Il sanscrito ha avuto un profondo impatto sulle lingue e la letteratura dell'India. L'hindi, la lingua più parlata in India, è un "esempio sanscritizzato" del dialetto khariboli. Inoltre, tutte le moderne lingue indoariane, lingue munda e lingue dravidiche, hanno preso in prestito molti lemmi direttamente dal sanscrito (tatsama), o indirettamente tramite lingue indoariane del periodo medio (tadbhava). Le parole originate dal sanscrito rappresentano circa il 50% del vocabolario delle moderne lingue indoariane, e nelle forme letterarie di (dravidico) telugu, malayalam e kannada. Parte delle lingue indoariane orientali, bengali derivano dalle lingue medioindie e le loro radice provengono dalla lingua Ardhamagadhi del V secolo a.C.
La tamil, una delle principali lingue classiche dell'India, discende dal proto-dravidico che era parlato, intorno al III millennio a.C. nella penisola indiana. La letteratura tamil è esistita per più di 2000 anni ed i primi riscontri epigrafici riportano date relative al III secolo dell'era volgare.
Un altro importante linguaggio classico dravidico, il kannada, epigraficamente è attestato intorno alla metà del VI secolo, e la letteratura del kannada antico fiorì fra il IX e X secolo sotto la dinastia Rashtrakuta. Come lingua parlata, alcuni credono che sia ancora più antica per l'esistenza di parole che hanno forme più primitive che nel tamil. La lingua pre-kannada antico (o Purava HazheGannada) era la lingua parlata a Banavasi all'inizio dell'era volgare, ai tempi delle dinastie Satavahana e Kadamba e quindi ha una storia di oltre 2000 anni. L'Ashoka rock edict trovato nel sito archeologico di Brahmagiri (datato intorno al 230 a.C.) contiene un termine identificabile nella lingua kannada.
Oltre alle lingue indo-europee e dravidiche, in India sono parlate anche lingue austro-asiatiche e tibeto-birmane. Studi di genomica di gruppi etnici in India suggeriscono che tribù austro-asiatiche furono probabilmente i primi coloni dell'India. La fusione linguistica e culturale dell'India non è solo causa di grandi migrazioni di indo-ariani provenienti dall'Asia centrale e dall'occidentale Eurasia attraverso il nord-ovest, ma gli studi del genoma suggeriscono una grande ondata di esseri umani giunti in India, molto tempo fa, attraverso il nord-est, insieme con popolazioni tribali di origini tibeto-birmane. Tuttavia, gli studi del genoma sull'indice di fissazione delle distanze suggeriscono che l'Himalaya nord-orientale ha agito come una barriera, negli ultimi 5000 anni, alla migrazione umana. Le lingue parlate in questa parte dell'India sono austro-asiatiche (ad esempio Khasi) e tibeto-birmane (ad esempio Nishi).
Secondo il censimento del 2001, l'hindi è la lingua più parlata in India, seguita dal bengalese, dal telogu, dal marathi e dal tamil. Nella letteratura indiana contemporanea, ci sono due importanti riconoscimenti letterari, che sono il Sahitya Akademi Fellowship e l'Award Jnanpith. Sette premi Jnanpith sono stati dati ad opere in kannada, sei in hindi, cinque in bengali, quattro in malayalam, tre in marathi, gujarati, urdu e oriya, e due rispettivamente in assamese, telugu e tamil.

### Poemi epici

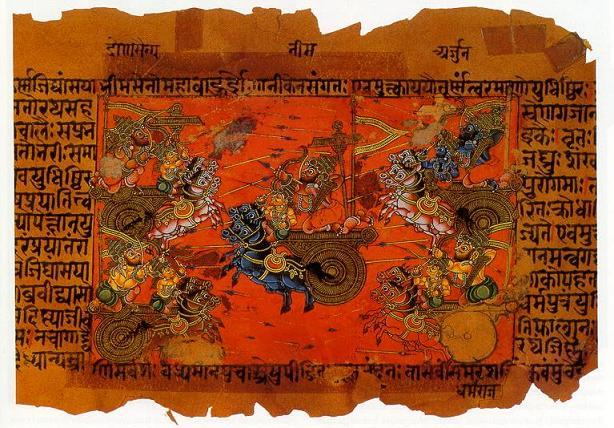
Manoscritto illustrante la battaglia di Kurukshetra.

Il Rāmāyaṇa ed il Mahābhārata sono i più antichi poemi epici dell'India pervenuti fino ai nostri giorni. Alcune versioni sono state adottate come poemi epici da paesi del sudest asiatico come Thailandia, Malaysia e Indonesia. Il Ramayana è costituito da 24.000 versi in sette libri e 500 canti, e narra la storia di Rāma (una reincarnazione o Avatar del dio hindu Visnù), la cui moglie Sītā è stata rapita dal demone re di Lanka, Rāvaṇa. Questo poema epico ha avuto un'importanza centrale nello stabilire il ruolo del dhárma come linea guida principale del modo di vivere degli indù. La prima parte dei testi del Mahabharata data dal 400 a.C. e si ritiene che il poema abbia raggiunto la forma finale agli inizi del periodo Gupta (circa IV secolo). Altre varianti regionali, anche non correlate, comprendono il tamil Ramavataram, il kannada Pampa Bharata, l'hindi Ramacharitamanasa ed il malayalam Adhyathmaramayanam. Oltre a questi due grandi poemi indiani, ne esistono altri cinque in lingua tamil — Silappatikaram, Manimekalai, Civaka Cintamani e Valayapathi.

## Spettacolo

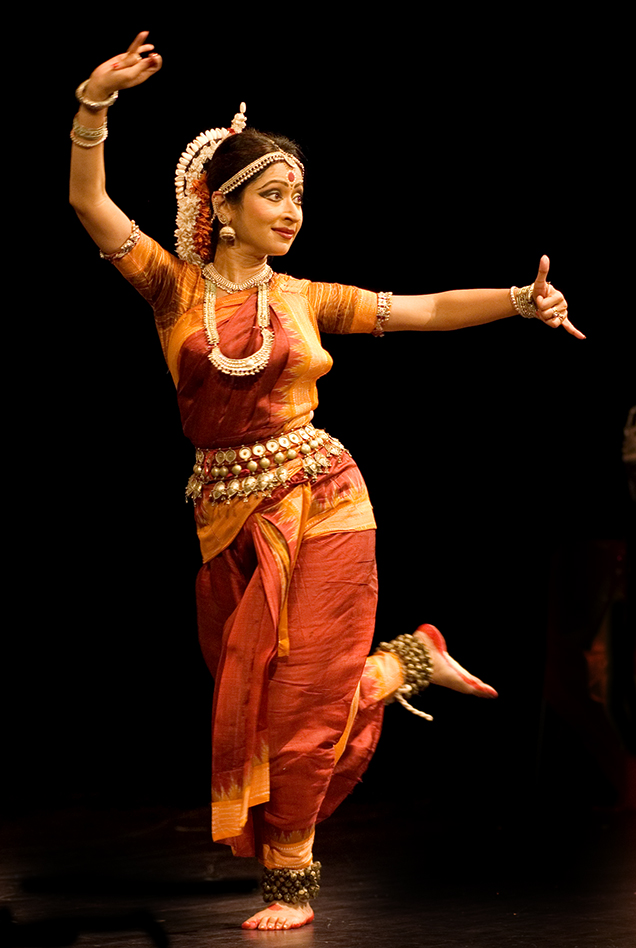
Danzatrice Odissi.

### Danza
(Primo capitolo del Nātyaśāstra, tra 200 a.C. e 200.)
L'India ha avuto una lunga storia d'amore con l'arte della danza. Nātyaśāstra (scienza della danza) e Abhinaya Darpana (specchio di gesti) sono due documenti superstiti in sanscrito, entrambi stimati risalire da 1700 a 2200 anni addietro.
L'antica arte indiana della danza, insegnata in questi due libri, secondo Ragini Devi è l'espressione della bellezza interiore e della parte di divino contenuta nell'uomo. Si tratta di un'arte deliberata, nulla è lasciato al caso, ogni gesto cerca di comunicare le idee, ogni espressione facciale narra delle emozioni.
Le danze dell'India comprendono otto forme classiche, molte in forma narrativa con elementi mitologici della tradizione hindu. Le otto forme di danza classica indiana, codificate dalla Sangeet Natak Academi (Accademia Nazionale di Musica, Danza e Dramma), sono le seguenti: Bharatanatyam dello Stato di Tamil Nadu, kathak dell'Uttar Pradesh, kathakali e Mohiniattam del Kerala, Kuchipudi dell'Andhra Pradesh, Yakshagana del Karnataka, Manipuri di Manipur, Odissi (Orissi) dello Stato di Orissa e la Sattriya dell'Assam.
Oltre alla danza classica, le regioni indiane hanno altre forme di danze folcloristiche. Fra queste si ricordano Bhangra del Punjab, bihu dell'Assam, chhau del Jharkhand, qauwwalis, birhas e charkulas dell'Uttar Pradesh, jat-jatin e saturi di Bihar, odissi dell'Orissa, ghoomar del Rajasthan, dandiya e garba del Gujarat, kolattam dell'Andhra Pradesh, yakshagana di Karnataka, lavani del Maharashtra e Dekhnni di Goa.
Recenti sviluppi includono l'adozione di forme di ballo internazionali, in particolare nei centri urbani dell'India, e l'estensione delle arti di danza classica indiana del Kerala alla comunità cristiana, per raccontare le storie della Bibbia.

### Teatro
Il teatro indiano di prosa ha una lunga storia accanto alla musica e alla danza. Opere di Kālidāsa come Shakuntala e Meghadoot sono alcuni dei drammi più antichi, dopo quelli di Bhāsa. Una delle più antiche tradizioni teatrali superstiti del mondo è Kutiyattam del Kerala, risalente a 2000 anni addietro. Esso è seguito dal Natya Shastra. Il Nātyāchārya dell'attore Māni Mādhava Chākyār è stato accreditato di far rivivere l'antico splendore del teatro antico in via di estinzione. Egli è stato un maestro del Rasa Abhinaya ed iniziò a rappresentare i lavori di Kalidasa come Abhijñānaśākuntala, Vikramorvaśīya e Mālavikāgnimitra oltre alle opere di Bhasa come Swapnavāsavadatta e Pancharātra e quella di Harsha come Nagananda.

### Musica

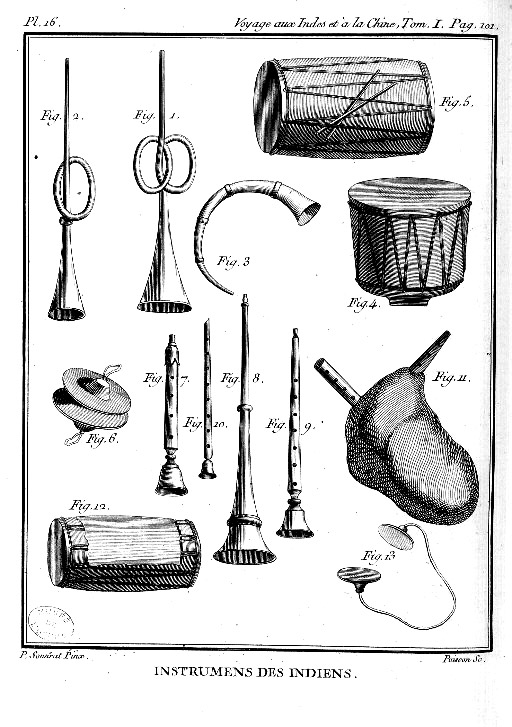
Strumenti musicali disegnati da Pierre Sonnerat nel 1782 durante il suo viaggio in India

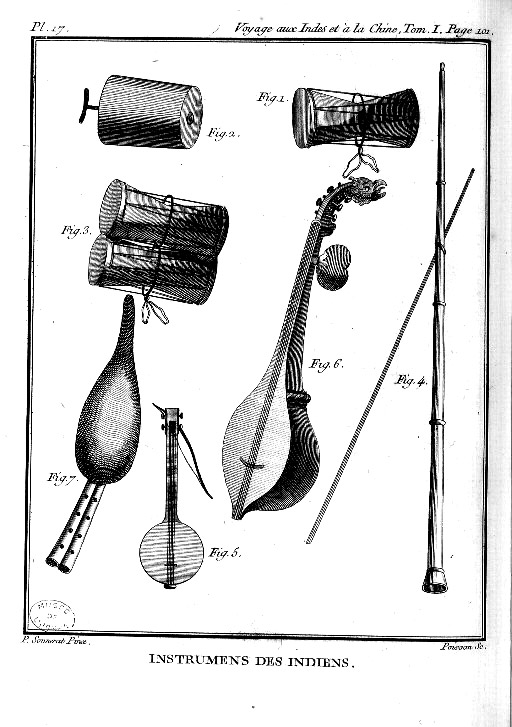
Strumenti musicali disegnati da Pierre Sonnerat nel 1782 durante il suo viaggio in India

La musica è parte fondamentale della plurimillennaria cultura indiana. Il Natyasastra, un testo in sanscrito di 2000 anni addietro, descrive cinque sistemi tassonomici per classificare gli strumenti musicali. Uno di questi antichi sistemi classifica gli strumenti in quattro diversi gruppi in funzione delle quattro diverse forme di vibrazione: archi, membranofoni, cimbali e aerofoni. Secondo Reis Flora, questa suddivisione è simile a quella occidentale. Gli archeologi hanno scoperto uno strumento di 3000 anni fa, un litofono a 20 tasti, accuratamente realizzato in basalto lucido, nella regione del Sankarjang sugli altopiani dell'Orissa.
Le più antiche musiche indiane a noi pervenute sono comprese nel Sāmaveda (1000 a.C.) ancora oggi cantate in alcuni sacrifici veda del Śrauta; questi sono il primo esempio di poemi musicali indiani. Essi propongono una struttura tonale di sette note, il cui nome, in ordine discendente è: Krusht, Pratham, Dwitiya, Tritiya, Chaturth, Mandra e Atiswār. Queste sono riferite alle note di un flauto, che era l'unico strumento a frequenza fissa. Il Samaveda ed altri testi Hindu, hanno influenzato profondamente la musica classica indiana, che è nota oggi in due diversi stili: musica carnatica e indostana. Entrambi i sistemi musicali sono impostati su una base melodica (nota come Rāga), cantata su un ciclo ritmico (noto come Tāla); questi elementi sono stati affinati nel nātyaśāstra (200) e nel dattilam (300).
La musica attuale in India comprende multipli generi di tipo religioso, classico, folcloristico e pop.
Importanti contemporanee forme musicali indiane comprendono i generi filmi e indipop. Il filmi si riferisce alla vasta gamma di musica scritta ed eseguita per il tradizionale cinema indiano, in primo luogo Bollywood, e rappresenta oltre il 70 per cento di tutte le vendite di musica nel paese L'indipop è uno degli stili più popolari contemporanei di musica indiana che è una fusione di musica popolare, classica o musica sufi con tradizioni musicali occidentali.

## Arti visive

### Pittura

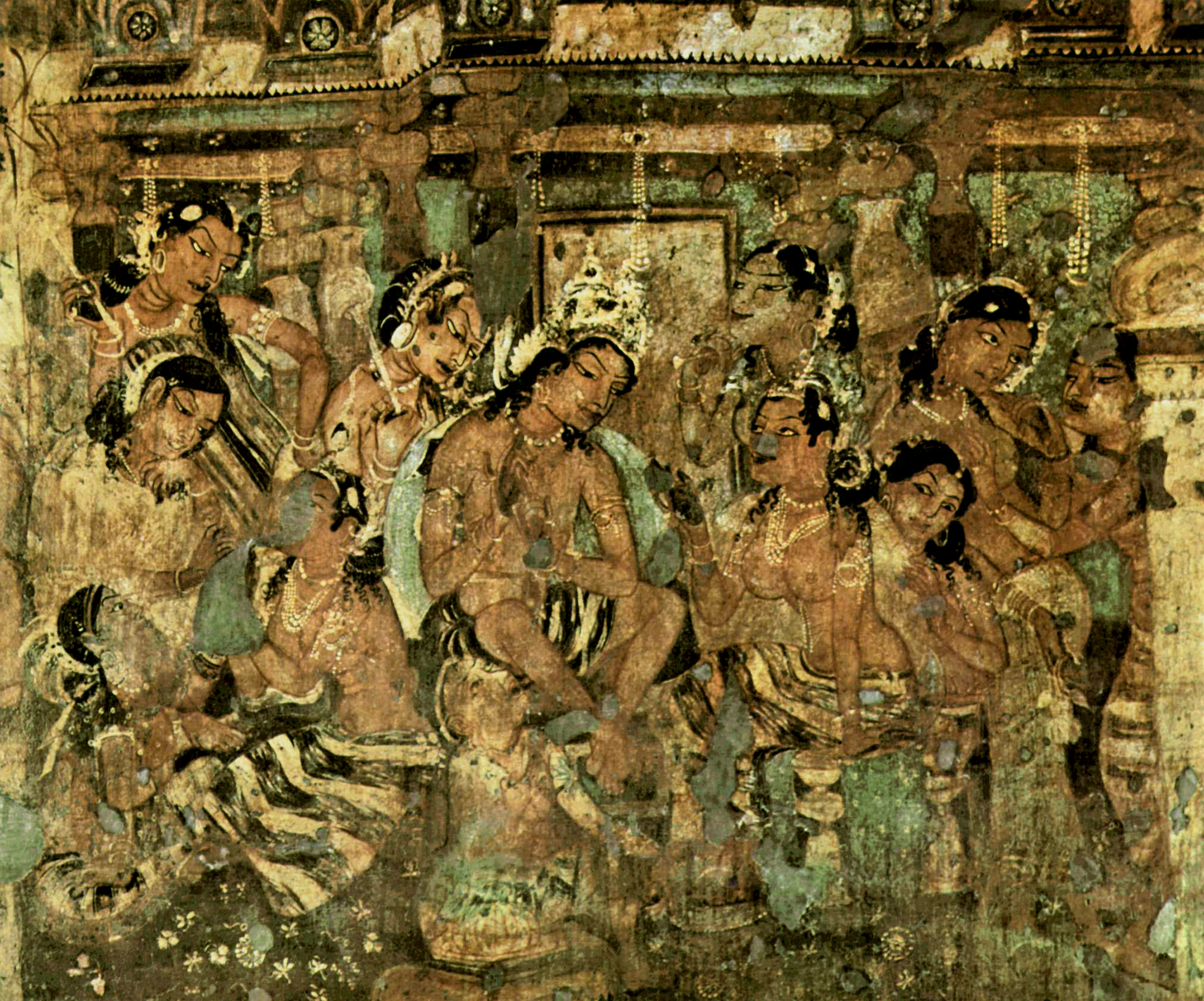
I racconti di Jataka dalle Ajanta Caves.

Le prime pitture indiane erano pitture rupestri preistoriche; i petroglifi erano comuni nelle famiglie in quanto si usava dipingere le porte o le stanze interne degli ospiti residenti.
Le pitture rupestri delle grotte di Ajanta, BaghBagh, Ellora e Sittanavasal e dei templi, testimoniano l'amore per il naturalismo. La maggior parte dell'arte medievale in India è hindu, buddista e giainista. Un disegno realizzato con farina colorata (Rangoli) è ancora una visione abbastanza comune al di fuori della soglia di molte case indiane (la maggior parte nel sud dell'India). Raja Ravi Varma è uno dei pittori classici medievali dell'India.
Le pitture Madhubani, Mysore, Rajput, Tanjore e Mughal painting sono fra i maggiori generi di arte indiana, mentre Nandalal Bose, S. H. Raza, Geeta Vadhera, Jamini Roy e B. Venkatappa sono i più noti pittori moderni. Un'altra importante artista d'avanguardia del XX secolo ê stata Amrita Sher-Gil. Fra gli artisti del XXI secolo, Atul Dodiya, Bose Krishnamacnahri, Devajyoti Ray e Shibu Natesan rappresentano la nuova frontiera dell'arte indiana che miscela un po' di moderno con la pittura classica. Questi artisti hanno raggiunto una certa notorietà a livello mondiale. La Jehangir Art Gallery di Mumbai nel Mysore Palace espone alcune delle opere migliori di questi artisti. Tra il XX e il XXI secolo si distinse il pittore Maqbool Fida Husain, che nel 1947 aderì al Modernismo Indiano.

### Scultura

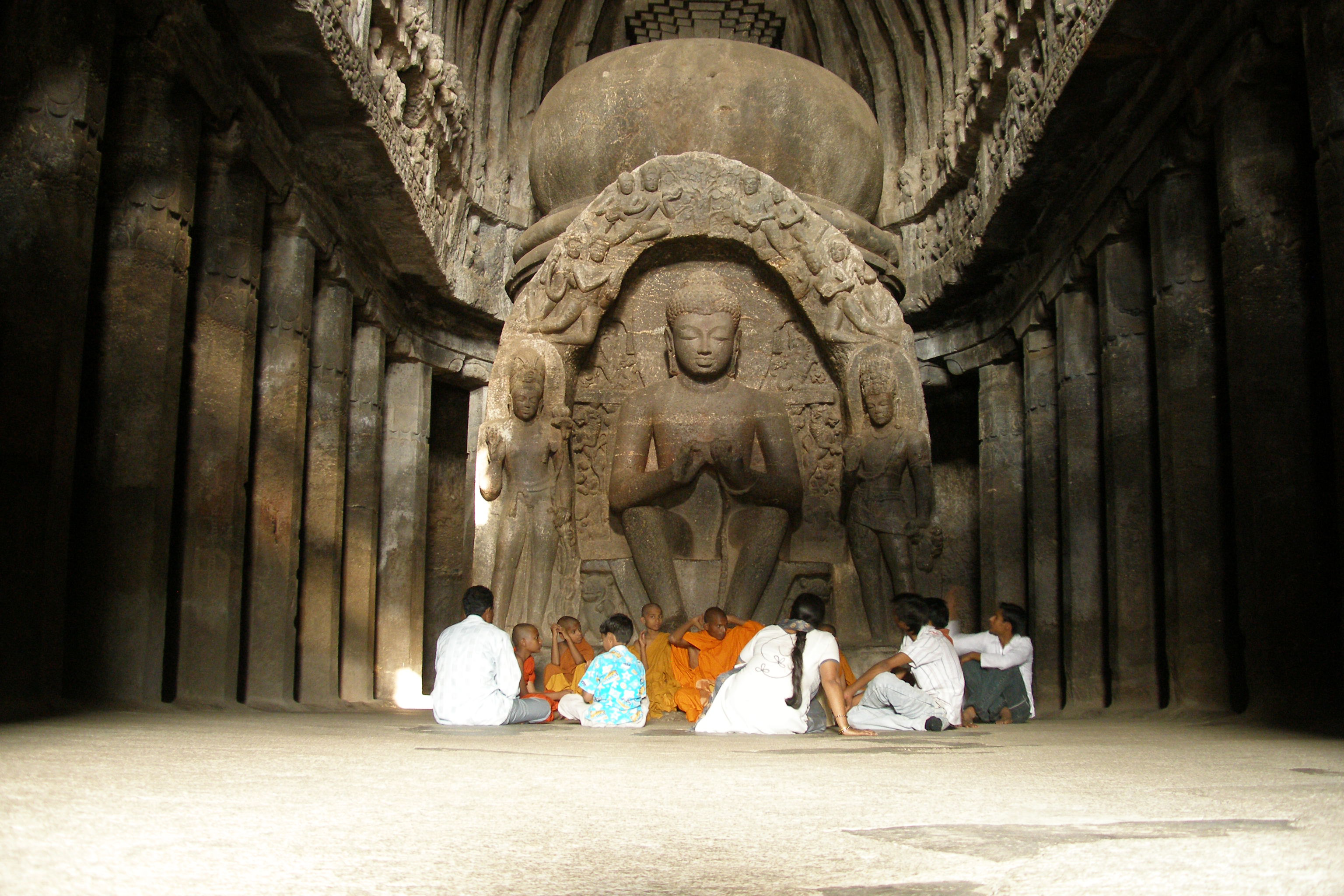
Scultura buddista del V secolo di vishvakarma in una grotta di Ellora, Maharashtra.

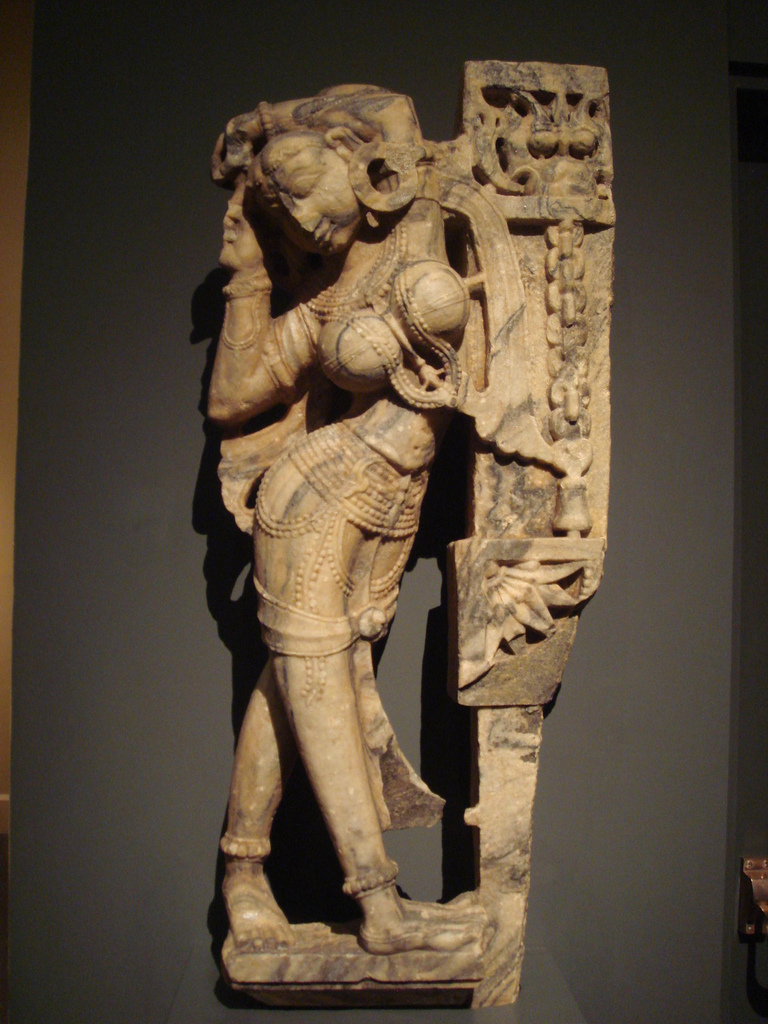
Scultura femminile in marmo, ca. 1450, Rajasthan

Le prime sculture in India risalgono alla civiltà della valle dell'Indo, dove sono state scoperte figure intagliate nella pietra e di fuse in bronzo. Più tardi, con l'induismo, il buddismo e il giainismo, l'India ha prodotto alcuni bronzi estremamente elaborati, nonché sculture nei templi. Alcuni grandi santuari, come quello di Ellora non sono stati costruiti utilizzando blocchi di pietra, ma scavandoli direttamente nella roccia solida.
Sculture prodotte nel nord-ovest, in stucco, scisto o argilla, mostrano una miscela molto forte di classicismo indiano ed ellenistico o forse anche un'influenza greco-romana. Le sculture di arenaria rosa di Mathura si svilupparono quasi simultaneamente. Nel corso del periodo Gupta (IV-VI secolo) la scultura raggiunse un livello molto elevato per esecuzione e delicatezza nella modellazione. Questi stili ed altri altrove in India, evolvendo, portarono all'affermazione dell'arte classica indiana che ha contribuito alla scultura buddista e induista in tutto il sud-est, centro e oriente asiatico.

### Architettura

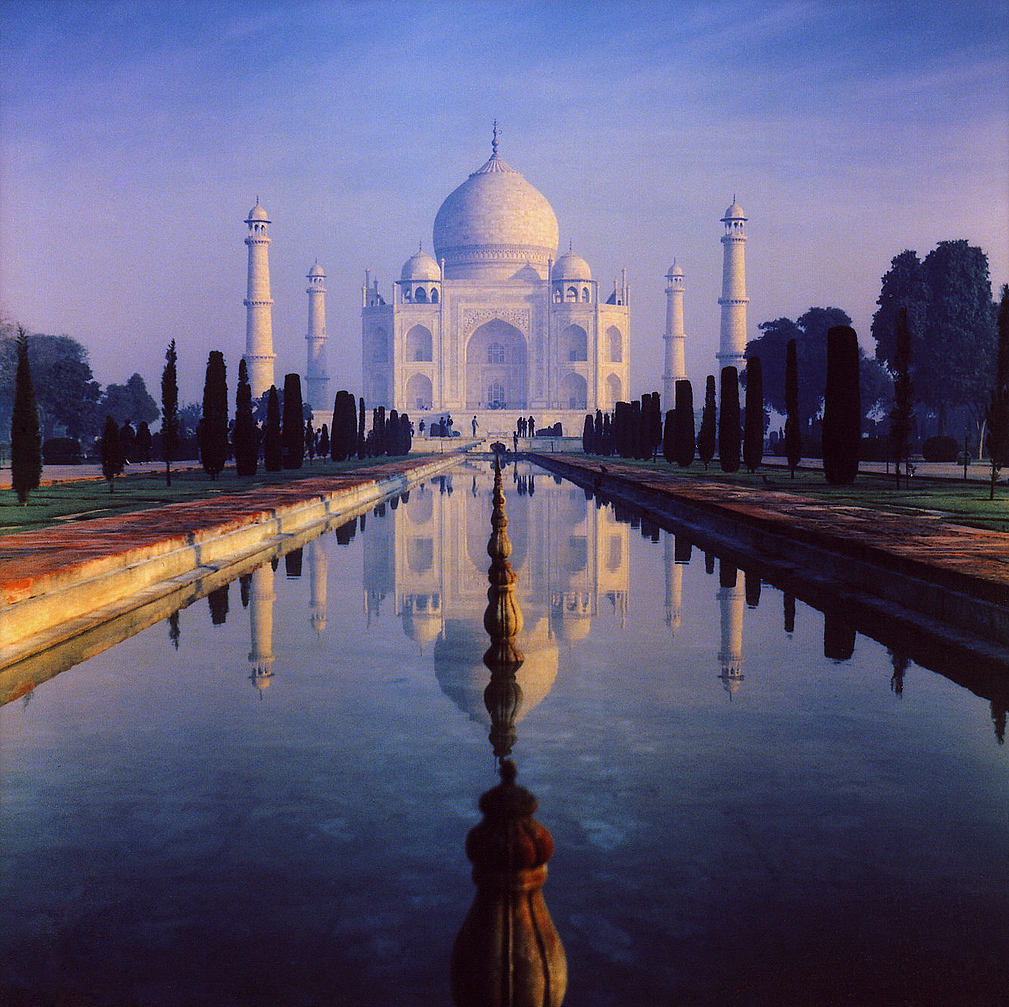
Considerato "una meraviglia architettonica inarrivabile", il Taj Mahal ad Agra è il primo esempio di architettura indo-islamica. Una delle sette meraviglie del mondo.

L'architettura indiana comprende una moltitudine di espressioni nello spazio e nel tempo, costantemente volte ad assorbire nuove idee. Il risultato è una gamma, in continua evoluzione, della produzione architettonica che conserva comunque una certa continuità nel corso della storia. Parte della sua prima produzione si trova nella Civiltà della valle dell'Indo (2600-1900 a.C.) che è caratterizzata da città e case ben pianificate. La religione e la regalità non sembrano aver giocato un ruolo importante nella pianificazione e la disposizione di queste città.
Durante il periodo degli imperi Mauryan e Gupta e dei loro successori, sono stati costruiti diversi complessi architettonici buddisti, come le grotte di Ajanta e Ellora e il monumentale stupa Sanchi. Più tardi, l'India del Sud ha prodotto diversi templi indù, come il tempio Chennakesava a Belur, il tempio Hoysaleswara a Halebidu, il tempio Chennakesava a Somanathapura, il tempio Brihadeeswara a Thanjavur, il tempio del sole a Konark, il tempio Sri Ranganathaswamy a Srirangam e lo stupa di Buddha (Chinna Lanja Dibba e Vikramarka kota Dibba) a Bhattiprolu. L'Angkor Wat a Borobudur e altri templi buddisti e indù indicano una forte influenza indiana sull'architettura del sud est asiatico, in quanto sono realizzati in stili quasi identici a quelli tradizionali degli edifici religiosi indiani.
Il sistema tradizionale di Vaastu Shastra è la versione indiana del Feng Shui, ed influenza l'urbanistica, l'architettura e l'ergonomia. Non è chiaro quale sistema sia più antico, ma i due hanno diverse somiglianze. Il Feng Shui è più comunemente utilizzato in tutto il mondo, anche se il Vastu è concettualmente simile al Feng Shui, nel senso che cerca anche di armonizzare il flusso di energia, (chiamato anche forza vitale o Prana in sanscrito e Chi / Ki in cinese / giapponese), attraverso la casa, distinguendosi nei dettagli, come le indicazioni precise con le quali debono essere disposti vari oggetti, locali e materiali.
Con l'avvento dell'influenza islamica da occidente, l'architettura indiana è stata adattata per seguire le tradizioni della nuova religione. Fatehpur Sikri, Taj Mahal, Gol Gumbaz, Qutub Minar e Forte Rosso di Delhi sono creazioni di questo periodo, e sono spesso utilizzate come simboli stereotipati dell'India. Il dominio coloniale dell'impero britannico ha visto lo sviluppo dello stile indo-saraceno e la miscelanza di diversi altri stili, come il gotico europeo. Il Victoria Memorial dell'India o il Chhatrapati Shivaji Terminus sono esempi notevoli di questo stile.
L'architettura indiana ha influenzato l'oriente ed il sud-est asiatico, a causa della diffusione del buddismo. Un certo numero di elementi architettonici indiani quali il tumulo tempio o stupa, il tempio guglia o sikhara, il tempio torre o pagoda e il tempio cancello o torana, sono diventati famosi simboli della cultura asiatica, ampiamente utilizzati in Asia orientale e Sud-Est asiatico. La guglia centrale è a volte chiamata anche vimanam. La porta del tempio meridionale, o gopuram è nota per la sua complessità e maestosità.
L'architettura contemporanea dell'India è più cosmopolita. Le città sono estremamente compatte e densamente popolate. Il Nariman Point di Mumbai è famoso per i suoi edifici Art déco. Creazioni recenti come il Tempio del loto e diversi complessi urbani dell'India moderna come a Chandigarh, sono decisamente notevoli.

## Sport e arti marziali

### Sport

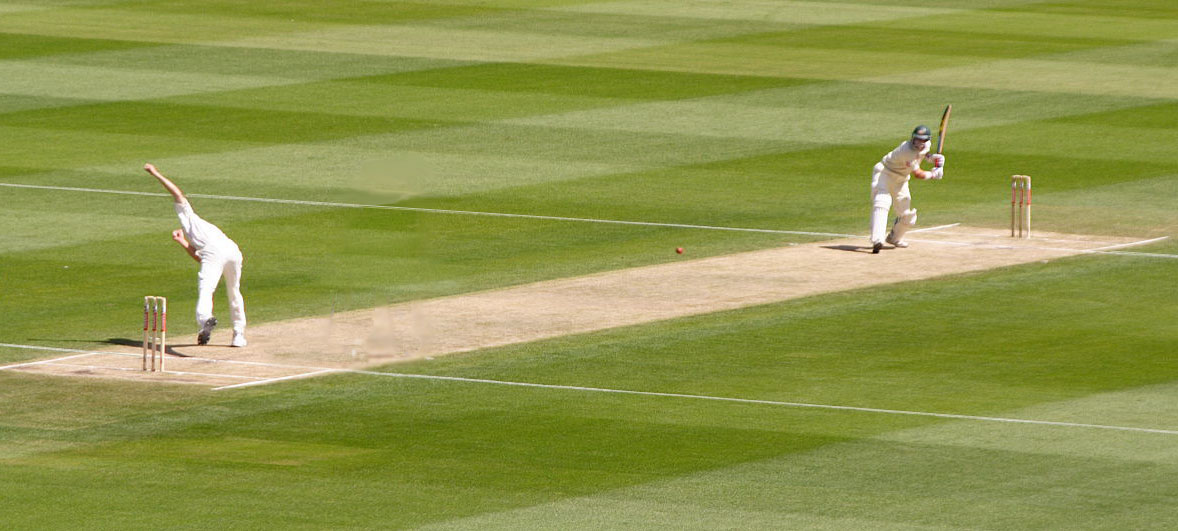
Il cricket venne introdotto in India dai britannici. Oggi è lo sport più popolare del paese.

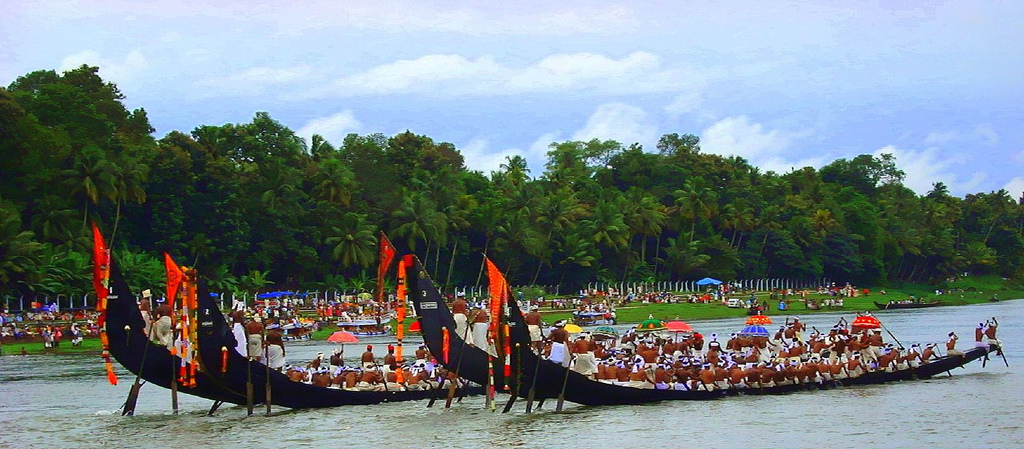
L'annuale Snake boat race viene disputata le celebrazioni Onam sul fiume Pamba ad Aranmula vicino Pathanamthitta.

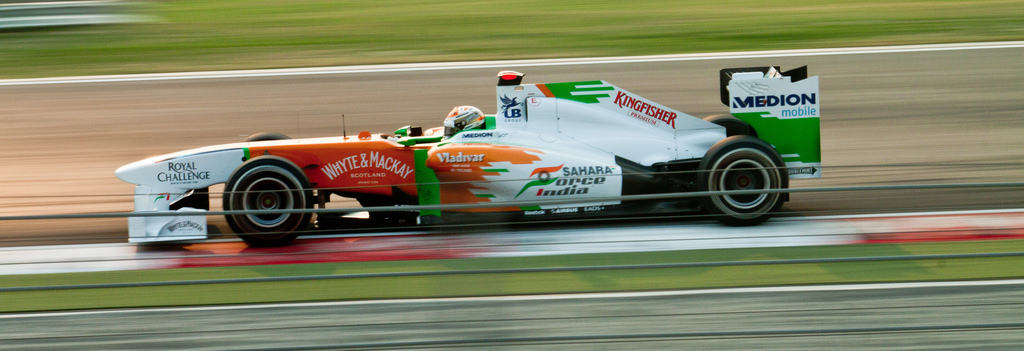
Nel 2011, l'India ha ospitato il suo primo Gran Premio di Formula uno.

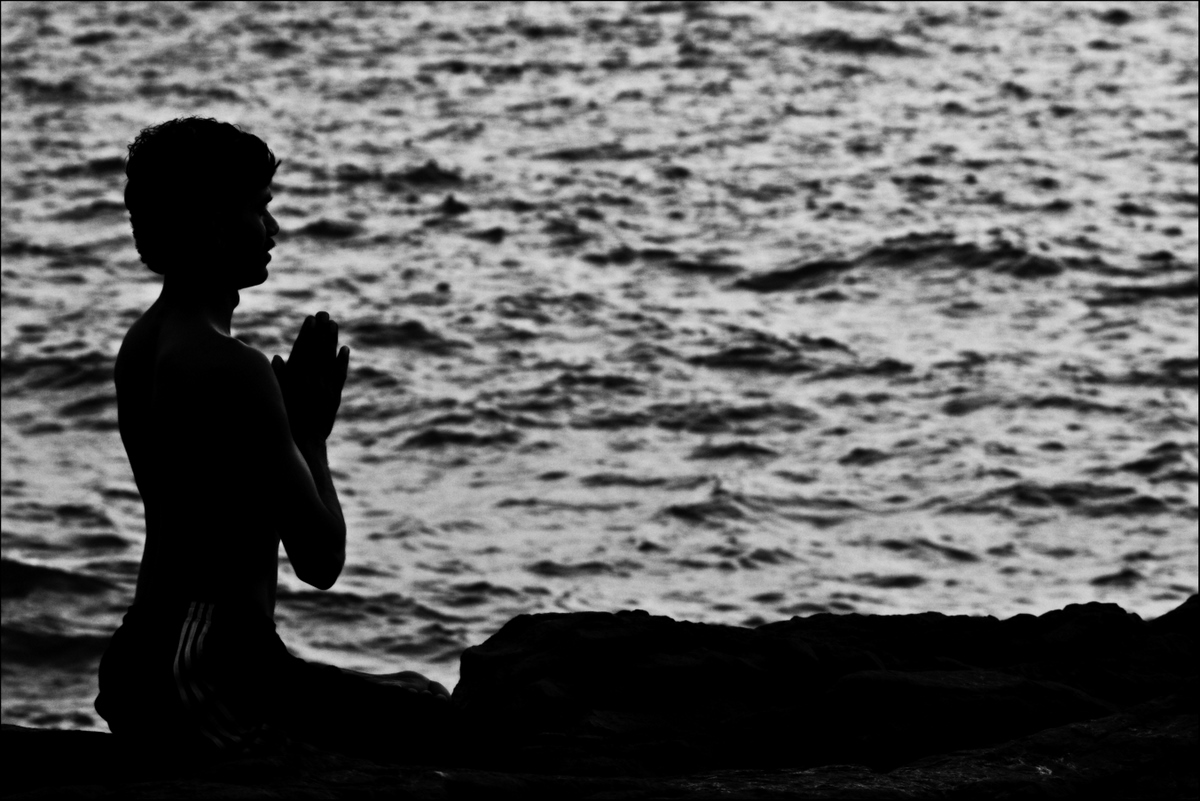
Lo yoga è originario dell'India. Contrariamente agli stereotipi, lo yoga non è una esemplificazione di torsioni, ma un mezzo per raggiungere l'equilibrio del corpo, la serenità della mente e un collegamento spirituale con sé stessi. Patañjali, un antico filosofo dell'India, suggerisce che l'obiettivo dello yoga è quello di aiutare a raggiungere uno scopo, riflettere, conoscere ed esprimere il meglio di sé stessi. India's cultural journey with yoga is now popular in many parts of the world.

L'hockey su prato è lo sport nazionale ufficiale dell'India, e la squadra nazionale indiana ha vinto, nel 1975, la Men's Hockey World Cup. Inoltre ha vinto complessivamente 8 medaglie d'oro, 1 d'argento e 2 di bronzo ai Giochi olimpici.
Il cricket è il più popolare sport dell'India. La squadra nazionale ha vinto l'edizione del 1983 della Cricket World Cup, l'edizione del 2011 della stessa competizione e nel 2007 l'ICC World Twenty20, pareggiando l'edizione 2002 con lo Sri Lanka. Fra le competizioni nazionali si ricordano il Ranji Trophy, il Duleep Trophy, il Deodhar Trophy, l'Irani Trophy e le Challenger Series. Inoltre, il Board of Control for Cricket in India organizza l' Indian Premier League, un torneo nazionale di cricket Twenty20.
Il gioco degli scacchi si crede abbia avuto origine nel nord-ovest dell'India durante l'impero Gupta, dove la sua forma iniziale, nel VI secolo, era nota come chaturanga. Altri giochi nati in India, e che continuano a rimanere popolari in vaste parti del nord del paese, sono: Kabaddi, Gilli-danda e Kho Kho. Giochi tradizionali del sud indiano comprendono: regata Snake e Kuttiyum kolum.
Nel 2011, l'India ha inaugurato il circuito automobilistico Buddh International Circuit, il primo nel suo genere costruito nel paese. Lungo 5,14 chilometri si trova a Greater Noida, nell'Uttar Pradesh, vicino a Delhi. Il primo gran premio di Formula uno vi si è svolto nell'ottobre 2011.

### Arti marziali indiane
Una delle più note arti marziali antiche indiane è il Kalarippayattu del Kerala. Questo stile di combattimento ha un'origine antica nel sud dell'India, risalendo al XII secolo a.C., ed è considerato una delle più antiche arti marziali superstiti. In questa forma di arti marziali, sono necessari vari stadi di preparazione fisica come il massaggio ayurvedico con olio di sesamo per conferire morbidezza al corpo (uzichil), una serie di forti movimenti del corpo in modo da ottenere il controllo sulle varie parti dello stesso (miapayattu) e complesse tecniche di combattimento con la spada (paliyankam). Il Silambam, sviluppato intorno all'anno 200, trae le sue radici dal periodo Sangam nel sud dell'India. Esso è unico tra le arti marziali indiane in quanto utilizza tecniche complesse di combattimento con i piedi (kaaladi), tra cui una varietà di stili di rotazione degli arti. Come arma principale viene usata una canna di bambù. L'antica letteratura Sangam in lingua tamil afferma che tra il 400 a.C. ed 600 dell'era volgare, i soldati del sud India ricevevano una formazione specifica sulle arti marziali che ruotava principalmente attorno all'uso di lancia (vel), spada (val) e scudo (kedaham).
Nel nord dell'India, il musti yuddha si sviluppò nel 1100 ed era basato sull'allenamento mentale, fisico e spirituale. Inoltre, la tradizionale Dhanur Veda era un'influente arte di combattimento che considerava l'arco e la freccia le armi supreme. La Dhanur Veda venne descritta, per la prima volta, nel V secolo a.C. nel Visnu Purana ed è anche citata in entrambe le grandi epopee antiche indiane, il Ramayana e il Mahābhārata. Un fattore distintivo delle arti marziali indiane è il forte accento posto sulla meditazione (dhyāna) come strumento per rimuovere la paura, il dubbio e l'ansia.
Le tecniche delle arti marziali indiane hanno avuto un profondo impatto su altri stili di lotta in tutta l'Asia. Lo Yoga Sūtra di Patanjali, del III secolo a.C., ha insegnato a meditare unilateralmente sui punti situati all'interno del corpo, tecnica che è stata poi utilizzata in tutte le arti marziali, mentre diversi movimenti delle dita sono stati insegnati nel buddista Yogacara. Questi elementi di yoga, così come i movimenti delle dita nelle danze nata, sono stati in seguito ripresi in diverse altre arti marziali. Secondo diverse fonti storiche, il monaco buddista indiano Bodhidharma fu uno dei fondatori del Shaolin Kungfu.

## Media

### Televisione

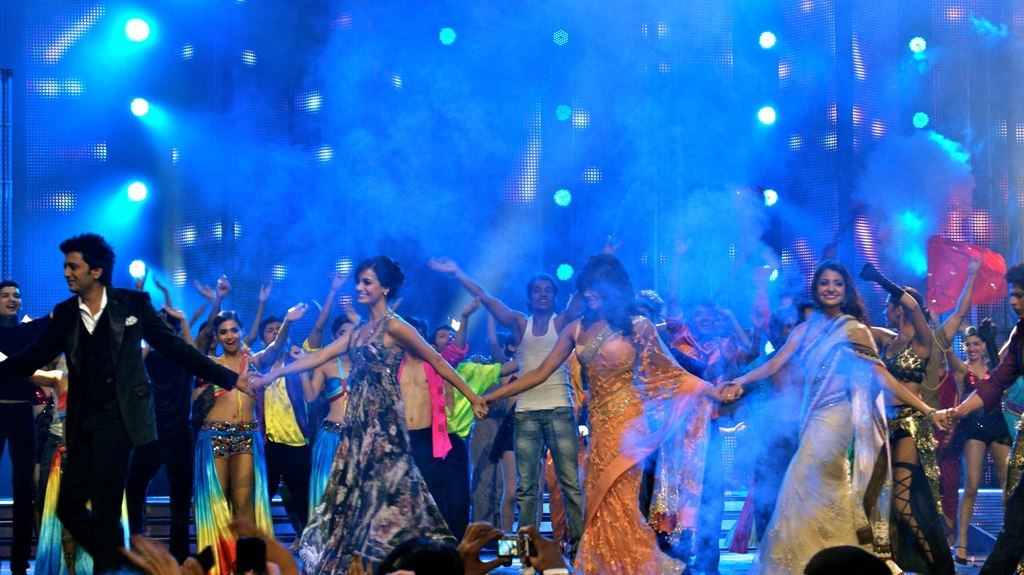
Attori di Bollywood alla premiazione del 2011 dell'International Indian Film Academy Awards, a Toronto.

La televisione in India iniziò le trasmissioni, nel 1959 a Delhi, con prove di programmi per l'istruzione. Una programmazione articolata venne poi trasmessa soltanto dalla metà degli anni 1970. All'epoca c'era solo un canale nazionale Doordarshan, che era di proprietà del governo. Il 1982 vide la rivoluzione nell'ambito della programmazione televisiva in India in quanto, in occasione dei Giochi asiatici svoltisi a Nuova Delhi, si diede inizio alle trasmissioni a colori. Rāmāyaṇa e Mahābhārata furono alcune fra le più popolari serie televisive prodotte. Alla fine degli anni 1980 si diffuse la presenza di apparecchi televisivi anche negli strati meno abbienti della popolazione. Sebbene vi era un singolo canale, la programmazione televisiva aveva raggiunto la saturazione. Quindi il governo decise l'apertura di un altro canale che mise in onda programmazioni a carattere nazionale ed in parte anche regionale. Questo canale si chiamava DD 2 divenuto poi DD Metro. Entrambi i canali venivano diffusi via etere.
Nel 1991, il governo ha liberato i mercati con l'inizio delle trasmissioni della televisione via cavo. Da allora, c'è stato un notevole aumento del numero dei canali disponibili. Oggi, quella della televisione è una grande industria del paese ed ha migliaia di programmi in tutti gli Stati dell'India. Il piccolo schermo ha prodotto numerose celebrità che hanno raggiunto una certa fama nazionale. Le soap opera televisive sono estremamente popolari tra le casalinghe ma anche fra le donne che lavorano, anche se spesso pure gli uomini vi sono interessati. Alcuni attori meno conosciuti hanno trovato il successo a Bollywood. La televisione indiana dispone ora di molti degli stessi canali TV occidentali, comprese le stazioni di Cartoon Network, Nickelodeon, HBO, FX e MTV India.

### Cinema
Bollywood è il nome informale dato alla popolare industria di Mumbai basata sulla produzione di film in India. Esistono poi anche altri grandi centri di produzione cinematografica (nelle lingue bengalese, kannada, malayalam, marathi, tamil, punjabi e telugu) che costituiscono la più ampia industria cinematografica indiana, che realizza la maggior produzione mondiale in termini di numero di film girati e in numero di biglietti venduti.
L'India ha prodotto molti noti registi come K. Vishwanath, Bapu, Satyajit Ray, Ritwik Ghatak, Guru Dutt, K. Vishwanath, Adoor Gopalakrishnan, Shaji N. Karun, Girish Kasaravalli, Shekhar Kapoor, Hrishikesh Mukherjee, Shankar Nag, Girish Karnad, G. V. Iyer ed altri ancora. Con l'apertura dell'economia, in anni recenti, e la conseguente esposizione al mondo intero, i gusti del pubblico stanno cambiando. Inoltre, i multiplex si sono moltiplicati nella maggior parte delle città, essendo mutate le condizioni economiche della popolazione.